# Kaple svatého Jana Křtitele (Slavkov u Brna)
Kaple svatého Jana Křtitele je hřbitovní kaple ve Slavkově u Brna v okrese Vyškov. Původně gotická kaple byla přestavěna a rozšířena v 17. a 18. století v barokním stylu. Nachází se v severozápadní části hřbitova při ulici Špitálská na předměstí Špitálka. V roce 1795 byla pod jižní kaplí zřízena rodová hrobka Kouniců (Kauniců, Kaunitzů), ve které byl mimo jiné pohřben Václav Antonín z Kounic-Rietbergu (1711–1794), diplomat a především dlouholetý rakouský státní kancléř v éře Marie Terezie, Josefa II. a Leopolda II. Od roku 2003 je kaple v majetku římskokatolické farnosti ve Slavkově. Kaple je spolu se špitálem Na Špitálce, hřbitovní branou a litinovým křížem památkově chráněná.

## Historie
Předchůdcem současného komplexu byl gotický kostelík se špitálem. Tento útulek pro chudé a nemohoucí zde jistě už ve 13. století provozoval Řád německých rytířů, který měl ve Slavkově i svou komendu. Kolem špitálu se nacházelo předměstí s příznačným názvem Špitálské.
Za husitských válek špitál zanikl, ale ještě v 15. století (1483–1487) byl obnoven slavkovským majitelem rytířem Janem Zeleným ze Šanova. Špitál byl finančně zajištěn, když ho v roce 1497 velkoryse nadali Petr hrabě od svatého Jiří a z Pezinku a jeho manželka Žofie z Waldsteinu, vdova po Janu Zeleném.
Od roku 1509 Slavkov patřil šlechtickému rodu Kouniců, když ho zakoupil Oldřich z Kounic (1460–1516). I tato nová vrchnost
zachovala špitálu přízeň. V roce 1567 Oldřich z Kounic a jeho bratr Kryštof stvrdili Slavkovu právo vybírat platy na chod špitálu a špitál se fakticky stal městskou institucí. V 16. století využívali kostelík jako svou modlitebnu čeští bratři. Byli v něm pochování i dva kněží a správcové sboru – Jakub Klusák († 1585) a Adam Felinus († 1598).
Za třicetileté války byl špitál zdevastován a opuštěn. Špitál a kapli obnovil v letech 1676–1677 Dominik Ondřej I. z Kounic (1654–1705). Do současné podoby byla kaple rozšířena v roce 1743 Maxmiliánem Oldřichem z Kounic-Rietbergu (1679–1746).
V roce 1795 byla přistavěna hrobka moravské větve Kouniců. V roce 1848 moravská větev vymřela a hrobka se stala majetkem české větve.

## Architektura a vybavení
Kaple má půdorys trojlistého kříže. K obdélnému jednolodí přiléhají oválné boční kaple a příčně situovaný oválný presbytář. Zatímco presbytář je zakončen vysokou kopulí, kopule bočních kaplí a oválná kopulka nad křížením v lodi jsou nižší. Na východě kapli doplňuje nízký hranolek sakristie s valbovou střechou.
Na kapli na západní straně navazuje zčásti jednopatrová dvouosá, zčásti přízemní bývalá budova špitálu.
Hlavní oltář představuje patrona kostela sv. Jana Křtitele a je dílem neznámého barokního malíře. Nad obrazem je Alianční znak Kounic-Rietbergů s hraběcí korunkou. Severní kaple je zasvěcena Panně Marii a jižní Ukřižovanému Spasiteli. V roce 1882 byly obě kaple obnoveny a pro oltáře zhotoveny sochy Panny Marie Lurdské a kříž s obrazem ukřižovaného Spasitele.

## Hrobka Kouniců

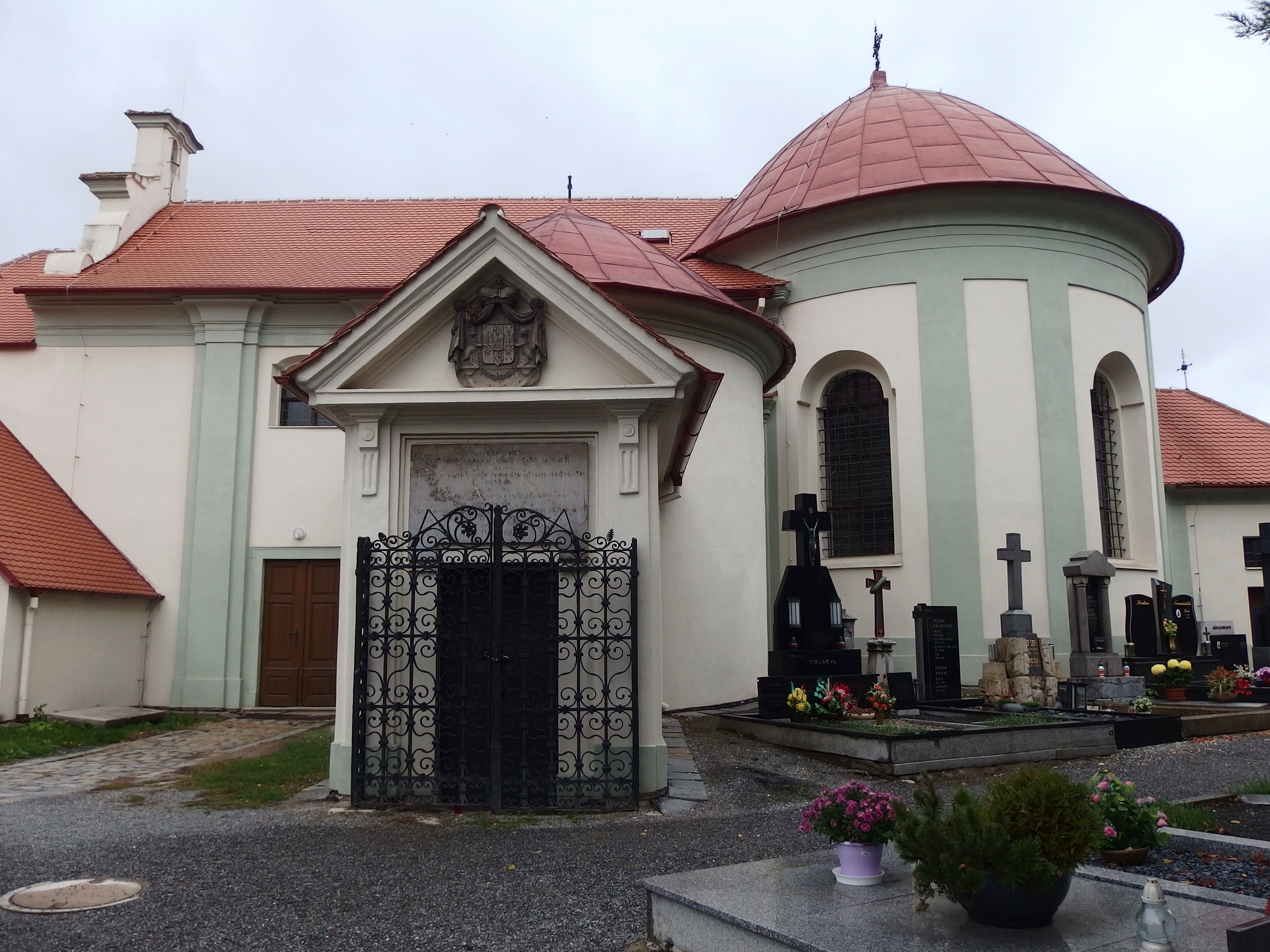

Rodovou hrobku nechal v roce 1795 zřídit pod jižní kaplí Arnošt Kryštof z Kounic-Rietbergu. Vstup do ní ze strany hřbitova je klasicistní a zdobí ho tympanon s litinovým rodovým erbem. V nadpraží je nápisová deska, ze které byla odsekána kovová písmena. Vstup do hrobky je zabezpečen ozdobnou předsazenou dvojkřídlou mřížovou brankou. Hrobku tvoří suterénní prostor na oválném půdorysu a na něj od severu navazující krátká chodba. Mramorová soška ležícího dítěte, kterou podle zachované signatury vytvořil sochař Emanuel Max v roce 1861, připomíná zemřelé batole z české větve Kouniců.
Do hrobky byly nejdříve pochovány ostatky stavebníkova otce Václava Antonína Kounice a manželky Marie Leopoldiny, které byly přechodně uloženy v zámecké kryptě. Celkem bylo v hrobce v průběhu přibližně jednoho století pohřbeno sedm příslušníků rodu, z nich pět z moravské knížecí linie a dva z české hraběcí linie. Na začátku 20. století byla krypta uzavřena za hraběte Václava z Kounic (1848–1913). V roce 1980 byla hrobka otevřena a proběhla identifikace pohřbených ostatků. Zachovalo se také osm kanop, nádob s tělesnými orgány zemřelých. Hrobka byla v roce 1995 zrenovována.

### Seznam pohřbených
V tabulce jsou uvedeny základní informace o pohřbených. Fialově jsou vyznačeni příslušníci rodu Kouniců, žlutě jsou vyznačeny přivdané manželky, pokud zde byly pohřbeny. Červeně jsou zvýrazněna knížata a modře členové české větve. Zeleně jsou vyznačeny osoby, které byly původně pohřbeny na jiném místě. Přestože první zmínka o předcích Kouniců pochází už z roku 1109, zde jsou generace počítány až od Oldřicha V. (mladšího) z Kounic (1569–1617), který nechal postavit renesanční zámek ve Slavkově. U manželek je generace v závorce a týká se generace manžela. Děti jsou vypsány v poznámce u matky, avšak pokud byla matka pohřbena jinde, jsou děti uvedeny v poznámce u otce.
| Po-řadí | Gene-race | Jméno pohřbeného                                | Datum a místo narození        | Otec | Datum a místo sňatku, choť | Pohřeb a uložení do hrobky                                                                                | Poznámky |
| Po-řadí | Gene-race | Jméno pohřbeného                                | Datum a místo úmrtí           | Matka | Datum a místo sňatku, choť | Pohřeb a uložení do hrobky                                                                                | Poznámky |
| ------- | --------- | ----------------------------------------------- | ----------------------------- | --- | --- | --- | --- |
| 1.      | 5.        | Václav Antonín z Kounic-Rietbergu               | 2. 2. 1711 Vídeň              | Maxmilián Oldřich z Kounic-Rietbergu 27. 3. 1679 Vídeň – 10. 9. 1746 Brno                                   | 6. 5. 1736 Vídeň: Marie Ernestina ze Starhembergu 10. 10. 1717 Vídeň – 6. 9. 1749 Slavkov nebo Pohořelice                                 | 7. 8. 1795                                                                                                | 1. kníže z Kounic-Rietbergu (1764–1794), domácí, dvorský a státní kancléř (1754–1792). Ostatky byly po konzervování v letech 1993 a 1995 uloženy do nové rakve se skleněným víkem. Kancléř je oděn v původním šatě zdobeným nejvyšším uherským vyznamenáním – hvězdou Řádu sv. Štěpána. Narodily se mu následující děti: - 1. Arnošt Kryštof (1737–1797; č. 3) - 2. Mořic Quirin (1738–1751) - 3. Dominik Ondřej II. (1739–1812; č. 4) - 4. Maxmilián Oldřich (1741–1754) - 5. František Václav (1742–1825; č. 5) - 6. Josef Klement (1743–1785) - 7. Marie Antoinetta, provd. z Thürheimu (1745–1769)                                                 |
| 1.      | 5.        | Václav Antonín z Kounic-Rietbergu               | 27. 6. 1794 Mariahilf u Vídně | Marie Ernestina Františka z Rietbergu 5. 8. 1687 Rietberg – 1. 1. 1758 Vídeň                                | 6. 5. 1736 Vídeň: Marie Ernestina ze Starhembergu 10. 10. 1717 Vídeň – 6. 9. 1749 Slavkov nebo Pohořelice                                 | 7. 8. 1795                                                                                                | 1. kníže z Kounic-Rietbergu (1764–1794), domácí, dvorský a státní kancléř (1754–1792). Ostatky byly po konzervování v letech 1993 a 1995 uloženy do nové rakve se skleněným víkem. Kancléř je oděn v původním šatě zdobeným nejvyšším uherským vyznamenáním – hvězdou Řádu sv. Štěpána. Narodily se mu následující děti: - 1. Arnošt Kryštof (1737–1797; č. 3) - 2. Mořic Quirin (1738–1751) - 3. Dominik Ondřej II. (1739–1812; č. 4) - 4. Maxmilián Oldřich (1741–1754) - 5. František Václav (1742–1825; č. 5) - 6. Josef Klement (1743–1785) - 7. Marie Antoinetta, provd. z Thürheimu (1745–1769)                                                 |
| 2.      | (6.)      | Marie Leopoldina z Oettingen-Spielbergu         | 28. 11. 1741 Oettingen        | Jan Alois I. z Oettingen-Oettingenu a Oettingen-Spielbergu 18. 1. 1707 Oettingen – 16. 2. 1780 Oettingen    | 12. 1. 1761: Arnošt Kryštof z Kounic-Rietbergu (č. 3)                                                                                     | [ pozn. 4 ]                                                                                               | Byla pohřbena v rokokovém oblečení, v botách na vysokém podpatku a s čepcem na hlavě. Narodila se jí jedna dcera: - Marie Eleonora (1775–1825; pohřbena v hrobce Metternichů v Plasích), provdaná za knížete Klemense Václava z Metternichu (1773–1859) |
| 2.      | (6.)      | Marie Leopoldina z Oettingen-Spielbergu         | 28. 2. 1795 Vídeň             | Terezie Marie Anna Holstein-Sonderburg 19. 12. 1713 Vídeň – 14. 7. 1745 Oettingen                           | 12. 1. 1761: Arnošt Kryštof z Kounic-Rietbergu (č. 3)                                                                                     | [ pozn. 4 ]                                                                                               | Byla pohřbena v rokokovém oblečení, v botách na vysokém podpatku a s čepcem na hlavě. Narodila se jí jedna dcera: - Marie Eleonora (1775–1825; pohřbena v hrobce Metternichů v Plasích), provdaná za knížete Klemense Václava z Metternichu (1773–1859) |
| 3.      | 6.        | Arnošt Kryštof z Kounic-Rietbergu               | 6. 6. 1737 Vídeň              | Václav Antonín z Kounic-Rietbergu (č. 1)                                                                    | 12. 1. 1761: Marie Leopoldina z Oettingen-Spielbergu (č. 2)                                                                               | | 2. kníže z Kounic a Rietbergu (1794–1797), zakladatel hrobky. |
| 3.      | 6.        | Arnošt Kryštof z Kounic-Rietbergu               | 19. 5. 1797 Vídeň             | Marie Ernestina ze Starhembergu 10. 10. 1717 Vídeň – 6. 9. 1749 Slavkov nebo Pohořelice                     | 12. 1. 1761: Marie Leopoldina z Oettingen-Spielbergu (č. 2)                                                                               | | 2. kníže z Kounic a Rietbergu (1794–1797), zakladatel hrobky. |
| 4.      | 6.        | Dominik Ondřej II. z Kounic-Rietbergu           | 30. 3. 1739 Vídeň             | Václav Antonín z Kounic-Rietbergu (č. 1)                                                                    | 10. 1. 1762: Marie Bernardina z Plettenberg-Wittemu 7. 3. 1743 – 22. 12. 1779                                                             | | 3. kníže z Kounic a Rietbergu (1797–1812), nejvyšší štolba císařského dvora (1807–1812). Narodily se mu následující děti: - 1. Marie Terezie Aloisie, provd. Bruntálská z Vrbna (1763–1803) - 2. Marie Antonie (1765–1805) - 3. Filipína (1769–1771) - 4. Alois Václav (1774–1848) |
| 4.      | 6.        | Dominik Ondřej II. z Kounic-Rietbergu           | 24. 11. 1812 Vídeň            | Marie Ernestina ze Starhembergu 10. 10. 1717 Vídeň – 6. 9. 1749 Slavkov nebo Pohořelice                     | 10. 1. 1762: Marie Bernardina z Plettenberg-Wittemu 7. 3. 1743 – 22. 12. 1779                                                             | | 3. kníže z Kounic a Rietbergu (1797–1812), nejvyšší štolba císařského dvora (1807–1812). Narodily se mu následující děti: - 1. Marie Terezie Aloisie, provd. Bruntálská z Vrbna (1763–1803) - 2. Marie Antonie (1765–1805) - 3. Filipína (1769–1771) - 4. Alois Václav (1774–1848) |
| 5.      | 6.        | František Václav z Kounic-Rietbergu             | 2. 7. 1742 Vídeň              | Václav Antonín z Kounic-Rietbergu (č. 1)                                                                    | | Pohřben 24. 12. 1825 v rodinné hrobce. Přesto některé zdroje uvádějí, že byl pohřben v klášteře ve Vídni. | Zemský velitel na Moravě (1805–1806). |
| 5.      | 6.        | František Václav z Kounic-Rietbergu             | 19. 12. 1825 Vídeň            | Marie Ernestina ze Starhembergu 10. 10. 1717 Vídeň – 6. 9. 1749 Slavkov nebo Pohořelice                     | | Pohřben 24. 12. 1825 v rodinné hrobce. Přesto některé zdroje uvádějí, že byl pohřben v klášteře ve Vídni. | Zemský velitel na Moravě (1805–1806). |
| 6.      | 10.       | Karel Vilém z Kounic z české hraběcí větve      | 17. 8. 1861 Slavkov u Brna    | Albrecht Vincenc z Kounic (č. 7)                                                                            | | Pohřben 25. 8. 1888 v hrobce. Pohřben v cínové rakvi.                                                     | Působil v diplomacii jako attaché v Londýně. Zemřel na infarkt. |
| 6.      | 10.       | Karel Vilém z Kounic z české hraběcí větve      | 21. 8. 1888 poblíž Payerbachu | Alžběta Felicitas z Thun-Hohensteinu z benátecké větve 30. 11. 1831 Benátky nad Jizerou – 26. 2. 1910 Praha | | Pohřben 25. 8. 1888 v hrobce. Pohřben v cínové rakvi.                                                     | Působil v diplomacii jako attaché v Londýně. Zemřel na infarkt. |
| 7.      | 9.        | Albrecht Vincenc z Kounic z české hraběcí větve | 28. 6. 1829 Praha             | Michael Karel z Kounic 6. 3. 1803 Praha – 10. 4. 1852 Vídeň                                                 | 10. 1. 1854 Praha: Alžběta Felicitas z Thun-Hohensteinu z benátecké větve 30. 11. 1831 Benátky nad Jizerou – 26. 2. 1910 Praha-Nové Město | Pohřben 27. 1. 1897. Pohřben v cínové rakvi.                                                              | C. k. komoří, nadporučík, čestný rytíř Maltézského řádu, dědičný člen rakouské Panské sněmovny (1861–1897), poslanec Moravského zemského sněmu (1861–1867), dědic českých i moravských statků. Narodily se mu čtyři děti: - 1. Marie, provd. z Hohenlohe-Waldenburg-Schillingfürstu (1855–1918; pohřbena na hřbitově v Zahrádkách) - 2. Vilém Michal Leopold (1859–1860; pohřben v hrobce Kouniců v Zahrádkách) - 3. Karel Vilém (1861–1888; č. 6) - 4. Eleonora, provd. Andrássyová (1862–1936) - 5. Alžběta Marie (1864–1865; pohřbena v hrobce Kouniců v Zahrádkách) Manželka byla pohřbena v hrobce Kouniců pod kostelem sv. Barbory v Zahrádkách. |
| 7.      | 9.        | Albrecht Vincenc z Kounic z české hraběcí větve | 24. 1. 1897 Praha             | Eleonora Voračická-Bissingen z Paběnic 26. 1. 1809 Praha-Nové Město – 10. 1. 1898 Praha-Nové Město          | 10. 1. 1854 Praha: Alžběta Felicitas z Thun-Hohensteinu z benátecké větve 30. 11. 1831 Benátky nad Jizerou – 26. 2. 1910 Praha-Nové Město | Pohřben 27. 1. 1897. Pohřben v cínové rakvi.                                                              | C. k. komoří, nadporučík, čestný rytíř Maltézského řádu, dědičný člen rakouské Panské sněmovny (1861–1897), poslanec Moravského zemského sněmu (1861–1867), dědic českých i moravských statků. Narodily se mu čtyři děti: - 1. Marie, provd. z Hohenlohe-Waldenburg-Schillingfürstu (1855–1918; pohřbena na hřbitově v Zahrádkách) - 2. Vilém Michal Leopold (1859–1860; pohřben v hrobce Kouniců v Zahrádkách) - 3. Karel Vilém (1861–1888; č. 6) - 4. Eleonora, provd. Andrássyová (1862–1936) - 5. Alžběta Marie (1864–1865; pohřbena v hrobce Kouniců v Zahrádkách) Manželka byla pohřbena v hrobce Kouniců pod kostelem sv. Barbory v Zahrádkách. |

### Příbuzenské vztahy pohřbených
Následující schéma znázorňuje příbuzenské vztahy včetně společného předka české a moravské větve. Červeně orámovaní byli pohřbeni v hrobce. Modře je orámován Alois Václav z Kounic-Rietbergu (1774–1848), poslední mužský příslušník moravské větve, a zeleně Evžen Jan z Kounic (1841–1919), poslední mužský příslušník české větve a celého rodu. Tučně jsou vyznačena knížata. Arabské číslice odpovídají pořadí úmrtí podle předchozí tabulky. Římské číslice představují pořadí manžela nebo manželky, pokud někdo vstoupil do manželství více než jednou. Vzhledem k účelu schématu se nejedná o kompletní rodokmen. V rodokmenu je důsledně dodržována forma jména Kaunitz.
|                                                          |                                                          |                                                          |                                                          |                                                          |                                                          |                           |                           |                                                      |                                                      |                                                      |                                                      |                                                             |                                                             |                                                             |                                                             |                                                                             |                                                                             |                                                                             |                                                                             | II. Ludmila Roupovská z Roupova † 1626                                      | II. Ludmila Roupovská z Roupova † 1626                                      | II. Ludmila Roupovská z Roupova † 1626 | II. Ludmila Roupovská z Roupova † 1626 | II. Ludmila Roupovská z Roupova † 1626                   | II. Ludmila Roupovská z Roupova † 1626                   |                                                          |                                                          | Oldřich V. z Kaunitz 1669–1617                           | Oldřich V. z Kaunitz 1669–1617                           | Oldřich V. z Kaunitz 1669–1617 | Oldřich V. z Kaunitz 1669–1617 | Oldřich V. z Kaunitz 1669–1617                          | Oldřich V. z Kaunitz 1669–1617                          |                                                         |                                                         | I. Apolonie Brtnická z Waldsteinu † 1597                | I. Apolonie Brtnická z Waldsteinu † 1597                | I. Apolonie Brtnická z Waldsteinu † 1597 | I. Apolonie Brtnická z Waldsteinu † 1597 | I. Apolonie Brtnická z Waldsteinu † 1597    | I. Apolonie Brtnická z Waldsteinu † 1597    |                                             |                                             |                                             |                                             |                                   |                                   |                                                     |                                                     |                                                     |                                                     |                                                     |                                                     |                              |                              |                                                       |                                                       |                                                       |                                                       |                                                               |                                                               |                                                               |                                                               |                                                               |                                                               |                                                      |                                                      |                                                      |                                                      |                                         |                                         |                                            |                                            |                                            |                                            |                                                            |                                                            |                                                            |                                                            |                                                            |                                                            |  |  |
|                                                          |                                                          |                                                          |                                                          |                                                          |                                                          |                           |                           |                                                      |                                                      |                                                      |                                                      |                                                             |                                                             |                                                             |                                                             |                                                                             |                                                                             |                                                                             |                                                                             | II. Ludmila Roupovská z Roupova † 1626                                      | II. Ludmila Roupovská z Roupova † 1626                                      | II. Ludmila Roupovská z Roupova † 1626 | II. Ludmila Roupovská z Roupova † 1626 | II. Ludmila Roupovská z Roupova † 1626                   | II. Ludmila Roupovská z Roupova † 1626                   |                                                          |                                                          | Oldřich V. z Kaunitz 1669–1617                           | Oldřich V. z Kaunitz 1669–1617                           | Oldřich V. z Kaunitz 1669–1617 | Oldřich V. z Kaunitz 1669–1617 | Oldřich V. z Kaunitz 1669–1617                          | Oldřich V. z Kaunitz 1669–1617                          |                                                         |                                                         | I. Apolonie Brtnická z Waldsteinu † 1597                | I. Apolonie Brtnická z Waldsteinu † 1597                | I. Apolonie Brtnická z Waldsteinu † 1597 | I. Apolonie Brtnická z Waldsteinu † 1597 | I. Apolonie Brtnická z Waldsteinu † 1597    | I. Apolonie Brtnická z Waldsteinu † 1597    |                                             |                                             |                                             |                                             |                                   |                                   |                                                     |                                                     |                                                     |                                                     |                                                     |                                                     |                              |                              |                                                       |                                                       |                                                       |                                                       |                                                               |                                                               |                                                               |                                                               |                                                               |                                                               |                                                      |                                                      |                                                      |                                                      |                                         |                                         |                                            |                                            |                                            |                                            |                                                            |                                                            |                                                            |                                                            |                                                            |                                                            |  |  |
|                                                          |                                                          |                                                          |                                                          |                                                          |                                                          |                           |                           |                                                      |                                                      |                                                      |                                                      |                                                             |                                                             |                                                             |                                                             |                                                                             |                                                                             |                                                                             |                                                                             |                                                                             |                                                                             |                                        |                                        |                                                          |                                                          |                                                          |                                                          |                                                          |                                                          |                                |                                |                                                         |                                                         |                                                         |                                                         |                                                         |                                                         |                                          |                                          |                                             |                                             |                                             |                                             |                                             |                                             |                                   |                                   |                                                     |                                                     |                                                     |                                                     |                                                     |                                                     |                              |                              |                                                       |                                                       |                                                       |                                                       |                                                               |                                                               |                                                               |                                                               |                                                               |                                                               |                                                      |                                                      |                                                      |                                                      |                                         |                                         |                                            |                                            |                                            |                                            |                                                            |                                                            |                                                            |                                                            |                                                            |                                                            |  |  |
|                                                          |                                                          |                                                          |                                                          |                                                          |                                                          |                           |                           |                                                      |                                                      |                                                      |                                                      |                                                             |                                                             |                                                             |                                                             |                                                                             |                                                                             |                                                                             |                                                                             |                                                                             |                                                                             |                                        |                                        |                                                          |                                                          |                                                          |                                                          |                                                          |                                                          |                                |                                |                                                         |                                                         |                                                         |                                                         |                                                         |                                                         |                                          |                                          |                                             |                                             |                                             |                                             |                                             |                                             |                                   |                                   |                                                     |                                                     |                                                     |                                                     |                                                     |                                                     |                              |                              |                                                       |                                                       |                                                       |                                                       |                                                               |                                                               |                                                               |                                                               |                                                               |                                                               |                                                      |                                                      |                                                      |                                                      |                                         |                                         |                                            |                                            |                                            |                                            |                                                            |                                                            |                                                            |                                                            |                                                            |                                                            |  |  |
| Eusebie Benigna z Kaunitz 1612–1675                      | Eusebie Benigna z Kaunitz 1612–1675                      | Eusebie Benigna z Kaunitz 1612–1675                      | Eusebie Benigna z Kaunitz 1612–1675                      | Eusebie Benigna z Kaunitz 1612–1675                      | Eusebie Benigna z Kaunitz 1612–1675                      |                           |                           | Zikmund Erasmus z Auerspergu 1613–1661               | Zikmund Erasmus z Auerspergu 1613–1661               | Zikmund Erasmus z Auerspergu 1613–1661               | Zikmund Erasmus z Auerspergu 1613–1661               | Zikmund Erasmus z Auerspergu 1613–1661                      | Zikmund Erasmus z Auerspergu 1613–1661                      |                                                             |                                                             | II. Marie Eleonora z Dietrichsteinu 1623–1687                               | II. Marie Eleonora z Dietrichsteinu 1623–1687                               | II. Marie Eleonora z Dietrichsteinu 1623–1687                               | II. Marie Eleonora z Dietrichsteinu 1623–1687                               | II. Marie Eleonora z Dietrichsteinu 1623–1687                               | II. Marie Eleonora z Dietrichsteinu 1623–1687                               |                                        |                                        | Lev Vilém z Kaunitz 1617–1664 MORAVSKÁ VĚTEV             | Lev Vilém z Kaunitz 1617–1664 MORAVSKÁ VĚTEV             | Lev Vilém z Kaunitz 1617–1664 MORAVSKÁ VĚTEV             | Lev Vilém z Kaunitz 1617–1664 MORAVSKÁ VĚTEV             | Lev Vilém z Kaunitz 1617–1664 MORAVSKÁ VĚTEV             | Lev Vilém z Kaunitz 1617–1664 MORAVSKÁ VĚTEV             |                                |                                | I. Marie Eusebie Sezimová z Ústí                        | I. Marie Eusebie Sezimová z Ústí                        | I. Marie Eusebie Sezimová z Ústí                        | I. Marie Eusebie Sezimová z Ústí                        | I. Marie Eusebie Sezimová z Ústí                        | I. Marie Eusebie Sezimová z Ústí                        |                                          |                                          |                                             |                                             |                                             |                                             |                                             |                                             | Karel z Kaunitz 1595–1631         | Karel z Kaunitz 1595–1631         | Karel z Kaunitz 1595–1631                           | Karel z Kaunitz 1595–1631                           | Karel z Kaunitz 1595–1631                           | Karel z Kaunitz 1595–1631                           |                                                     |                                                     | Eliška Sezimová z Ústí       | Eliška Sezimová z Ústí       | Eliška Sezimová z Ústí                                | Eliška Sezimová z Ústí                                | Eliška Sezimová z Ústí                                | Eliška Sezimová z Ústí                                |                                                               |                                                               | Bedřich z Kaunitz 1597–1627 ČESKÁ VĚTEV                       | Bedřich z Kaunitz 1597–1627 ČESKÁ VĚTEV                       | Bedřich z Kaunitz 1597–1627 ČESKÁ VĚTEV                       | Bedřich z Kaunitz 1597–1627 ČESKÁ VĚTEV                       | Bedřich z Kaunitz 1597–1627 ČESKÁ VĚTEV              | Bedřich z Kaunitz 1597–1627 ČESKÁ VĚTEV              |                                                      |                                                      | Marie Eusebie Sezimová z Ústí           | Marie Eusebie Sezimová z Ústí           | Marie Eusebie Sezimová z Ústí              | Marie Eusebie Sezimová z Ústí              | Marie Eusebie Sezimová z Ústí              | Marie Eusebie Sezimová z Ústí              |                                                            |                                                            |                                                            |                                                            |                                                            |                                                            |  |  |
| Eusebie Benigna z Kaunitz 1612–1675                      | Eusebie Benigna z Kaunitz 1612–1675                      | Eusebie Benigna z Kaunitz 1612–1675                      | Eusebie Benigna z Kaunitz 1612–1675                      | Eusebie Benigna z Kaunitz 1612–1675                      | Eusebie Benigna z Kaunitz 1612–1675                      |                           |                           | Zikmund Erasmus z Auerspergu 1613–1661               | Zikmund Erasmus z Auerspergu 1613–1661               | Zikmund Erasmus z Auerspergu 1613–1661               | Zikmund Erasmus z Auerspergu 1613–1661               | Zikmund Erasmus z Auerspergu 1613–1661                      | Zikmund Erasmus z Auerspergu 1613–1661                      |                                                             |                                                             | II. Marie Eleonora z Dietrichsteinu 1623–1687                               | II. Marie Eleonora z Dietrichsteinu 1623–1687                               | II. Marie Eleonora z Dietrichsteinu 1623–1687                               | II. Marie Eleonora z Dietrichsteinu 1623–1687                               | II. Marie Eleonora z Dietrichsteinu 1623–1687                               | II. Marie Eleonora z Dietrichsteinu 1623–1687                               |                                        |                                        | Lev Vilém z Kaunitz 1617–1664 MORAVSKÁ VĚTEV             | Lev Vilém z Kaunitz 1617–1664 MORAVSKÁ VĚTEV             | Lev Vilém z Kaunitz 1617–1664 MORAVSKÁ VĚTEV             | Lev Vilém z Kaunitz 1617–1664 MORAVSKÁ VĚTEV             | Lev Vilém z Kaunitz 1617–1664 MORAVSKÁ VĚTEV             | Lev Vilém z Kaunitz 1617–1664 MORAVSKÁ VĚTEV             |                                |                                | I. Marie Eusebie Sezimová z Ústí                        | I. Marie Eusebie Sezimová z Ústí                        | I. Marie Eusebie Sezimová z Ústí                        | I. Marie Eusebie Sezimová z Ústí                        | I. Marie Eusebie Sezimová z Ústí                        | I. Marie Eusebie Sezimová z Ústí                        |                                          |                                          |                                             |                                             |                                             |                                             |                                             |                                             | Karel z Kaunitz 1595–1631         | Karel z Kaunitz 1595–1631         | Karel z Kaunitz 1595–1631                           | Karel z Kaunitz 1595–1631                           | Karel z Kaunitz 1595–1631                           | Karel z Kaunitz 1595–1631                           |                                                     |                                                     | Eliška Sezimová z Ústí       | Eliška Sezimová z Ústí       | Eliška Sezimová z Ústí                                | Eliška Sezimová z Ústí                                | Eliška Sezimová z Ústí                                | Eliška Sezimová z Ústí                                |                                                               |                                                               | Bedřich z Kaunitz 1597–1627 ČESKÁ VĚTEV                       | Bedřich z Kaunitz 1597–1627 ČESKÁ VĚTEV                       | Bedřich z Kaunitz 1597–1627 ČESKÁ VĚTEV                       | Bedřich z Kaunitz 1597–1627 ČESKÁ VĚTEV                       | Bedřich z Kaunitz 1597–1627 ČESKÁ VĚTEV              | Bedřich z Kaunitz 1597–1627 ČESKÁ VĚTEV              |                                                      |                                                      | Marie Eusebie Sezimová z Ústí           | Marie Eusebie Sezimová z Ústí           | Marie Eusebie Sezimová z Ústí              | Marie Eusebie Sezimová z Ústí              | Marie Eusebie Sezimová z Ústí              | Marie Eusebie Sezimová z Ústí              |                                                            |                                                            |                                                            |                                                            |                                                            |                                                            |  |  |
|                                                          |                                                          |                                                          |                                                          |                                                          |                                                          |                           |                           |                                                      |                                                      |                                                      |                                                      |                                                             |                                                             |                                                             |                                                             |                                                                             |                                                                             |                                                                             |                                                                             |                                                                             |                                                                             |                                        |                                        |                                                          |                                                          |                                                          |                                                          |                                                          |                                                          |                                |                                |                                                         |                                                         |                                                         |                                                         |                                                         |                                                         |                                          |                                          |                                             |                                             |                                             |                                             |                                             |                                             |                                   |                                   |                                                     |                                                     |                                                     |                                                     |                                                     |                                                     |                              |                              |                                                       |                                                       |                                                       |                                                       |                                                               |                                                               |                                                               |                                                               |                                                               |                                                               |                                                      |                                                      |                                                      |                                                      |                                         |                                         |                                            |                                            |                                            |                                            |                                                            |                                                            |                                                            |                                                            |                                                            |                                                            |  |  |
|                                                          |                                                          |                                                          |                                                          |                                                          |                                                          |                           |                           |                                                      |                                                      |                                                      |                                                      |                                                             |                                                             |                                                             |                                                             |                                                                             |                                                                             |                                                                             |                                                                             |                                                                             |                                                                             |                                        |                                        |                                                          |                                                          |                                                          |                                                          |                                                          |                                                          |                                |                                |                                                         |                                                         |                                                         |                                                         |                                                         |                                                         |                                          |                                          |                                             |                                             |                                             |                                             |                                             |                                             |                                   |                                   |                                                     |                                                     |                                                     |                                                     |                                                     |                                                     |                              |                              |                                                       |                                                       |                                                       |                                                       |                                                               |                                                               |                                                               |                                                               |                                                               |                                                               |                                                      |                                                      |                                                      |                                                      |                                         |                                         |                                            |                                            |                                            |                                            |                                                            |                                                            |                                                            |                                                            |                                                            |                                                            |  |  |
| Dominik Ondřej I. z Kaunitz 1654–1705                    | Dominik Ondřej I. z Kaunitz 1654–1705                    | Dominik Ondřej I. z Kaunitz 1654–1705                    | Dominik Ondřej I. z Kaunitz 1654–1705                    | Dominik Ondřej I. z Kaunitz 1654–1705                    | Dominik Ondřej I. z Kaunitz 1654–1705                    |                           |                           | Marie Eleonora ze Sternbergu 1656–1706               | Marie Eleonora ze Sternbergu 1656–1706               | Marie Eleonora ze Sternbergu 1656–1706               | Marie Eleonora ze Sternbergu 1656–1706               | Marie Eleonora ze Sternbergu 1656–1706                      | Marie Eleonora ze Sternbergu 1656–1706                      |                                                             |                                                             | I. Jaroslav Bernard Bořita z Martinic asi 1647–1685                         | I. Jaroslav Bernard Bořita z Martinic asi 1647–1685                         | I. Jaroslav Bernard Bořita z Martinic asi 1647–1685                         | I. Jaroslav Bernard Bořita z Martinic asi 1647–1685                         | I. Jaroslav Bernard Bořita z Martinic asi 1647–1685                         | I. Jaroslav Bernard Bořita z Martinic asi 1647–1685                         |                                        |                                        | Klára Rosalie z Kaunitz † 1693                           | Klára Rosalie z Kaunitz † 1693                           | Klára Rosalie z Kaunitz † 1693                           | Klára Rosalie z Kaunitz † 1693                           | Klára Rosalie z Kaunitz † 1693                           | Klára Rosalie z Kaunitz † 1693                           |                                |                                | II. Leopold Antonín Josef Schlik 1663–1723              | II. Leopold Antonín Josef Schlik 1663–1723              | II. Leopold Antonín Josef Schlik 1663–1723              | II. Leopold Antonín Josef Schlik 1663–1723              | II. Leopold Antonín Josef Schlik 1663–1723              | II. Leopold Antonín Josef Schlik 1663–1723              |                                          |                                          | I. Karel Václav Hodický z Hodic † po 1644   | I. Karel Václav Hodický z Hodic † po 1644   | I. Karel Václav Hodický z Hodic † po 1644   | I. Karel Václav Hodický z Hodic † po 1644   | I. Karel Václav Hodický z Hodic † po 1644   | I. Karel Václav Hodický z Hodic † po 1644   |                                   |                                   | Marie z Kaunitz † 1674                              | Marie z Kaunitz † 1674                              | Marie z Kaunitz † 1674                              | Marie z Kaunitz † 1674                              | Marie z Kaunitz † 1674                              | Marie z Kaunitz † 1674                              |                              |                              | II. Siegfried z Hohenlohe-Weikersheimu 1619–1684      | II. Siegfried z Hohenlohe-Weikersheimu 1619–1684      | II. Siegfried z Hohenlohe-Weikersheimu 1619–1684      | II. Siegfried z Hohenlohe-Weikersheimu 1619–1684      | II. Siegfried z Hohenlohe-Weikersheimu 1619–1684              | II. Siegfried z Hohenlohe-Weikersheimu 1619–1684              |                                                               |                                                               | Rudolf z Kaunitz 1617–1664                                    | Rudolf z Kaunitz 1617–1664                                    | Rudolf z Kaunitz 1617–1664                           | Rudolf z Kaunitz 1617–1664                           | Rudolf z Kaunitz 1617–1664                           | Rudolf z Kaunitz 1617–1664                           |                                         |                                         | Marie Alžběta z Waldsteinu 1625–1662       | Marie Alžběta z Waldsteinu 1625–1662       | Marie Alžběta z Waldsteinu 1625–1662       | Marie Alžběta z Waldsteinu 1625–1662       | Marie Alžběta z Waldsteinu 1625–1662                       | Marie Alžběta z Waldsteinu 1625–1662                       |                                                            |                                                            |                                                            |                                                            |  |  |
| Dominik Ondřej I. z Kaunitz 1654–1705                    | Dominik Ondřej I. z Kaunitz 1654–1705                    | Dominik Ondřej I. z Kaunitz 1654–1705                    | Dominik Ondřej I. z Kaunitz 1654–1705                    | Dominik Ondřej I. z Kaunitz 1654–1705                    | Dominik Ondřej I. z Kaunitz 1654–1705                    |                           |                           | Marie Eleonora ze Sternbergu 1656–1706               | Marie Eleonora ze Sternbergu 1656–1706               | Marie Eleonora ze Sternbergu 1656–1706               | Marie Eleonora ze Sternbergu 1656–1706               | Marie Eleonora ze Sternbergu 1656–1706                      | Marie Eleonora ze Sternbergu 1656–1706                      |                                                             |                                                             | I. Jaroslav Bernard Bořita z Martinic asi 1647–1685                         | I. Jaroslav Bernard Bořita z Martinic asi 1647–1685                         | I. Jaroslav Bernard Bořita z Martinic asi 1647–1685                         | I. Jaroslav Bernard Bořita z Martinic asi 1647–1685                         | I. Jaroslav Bernard Bořita z Martinic asi 1647–1685                         | I. Jaroslav Bernard Bořita z Martinic asi 1647–1685                         |                                        |                                        | Klára Rosalie z Kaunitz † 1693                           | Klára Rosalie z Kaunitz † 1693                           | Klára Rosalie z Kaunitz † 1693                           | Klára Rosalie z Kaunitz † 1693                           | Klára Rosalie z Kaunitz † 1693                           | Klára Rosalie z Kaunitz † 1693                           |                                |                                | II. Leopold Antonín Josef Schlik 1663–1723              | II. Leopold Antonín Josef Schlik 1663–1723              | II. Leopold Antonín Josef Schlik 1663–1723              | II. Leopold Antonín Josef Schlik 1663–1723              | II. Leopold Antonín Josef Schlik 1663–1723              | II. Leopold Antonín Josef Schlik 1663–1723              |                                          |                                          | I. Karel Václav Hodický z Hodic † po 1644   | I. Karel Václav Hodický z Hodic † po 1644   | I. Karel Václav Hodický z Hodic † po 1644   | I. Karel Václav Hodický z Hodic † po 1644   | I. Karel Václav Hodický z Hodic † po 1644   | I. Karel Václav Hodický z Hodic † po 1644   |                                   |                                   | Marie z Kaunitz † 1674                              | Marie z Kaunitz † 1674                              | Marie z Kaunitz † 1674                              | Marie z Kaunitz † 1674                              | Marie z Kaunitz † 1674                              | Marie z Kaunitz † 1674                              |                              |                              | II. Siegfried z Hohenlohe-Weikersheimu 1619–1684      | II. Siegfried z Hohenlohe-Weikersheimu 1619–1684      | II. Siegfried z Hohenlohe-Weikersheimu 1619–1684      | II. Siegfried z Hohenlohe-Weikersheimu 1619–1684      | II. Siegfried z Hohenlohe-Weikersheimu 1619–1684              | II. Siegfried z Hohenlohe-Weikersheimu 1619–1684              |                                                               |                                                               | Rudolf z Kaunitz 1617–1664                                    | Rudolf z Kaunitz 1617–1664                                    | Rudolf z Kaunitz 1617–1664                           | Rudolf z Kaunitz 1617–1664                           | Rudolf z Kaunitz 1617–1664                           | Rudolf z Kaunitz 1617–1664                           |                                         |                                         | Marie Alžběta z Waldsteinu 1625–1662       | Marie Alžběta z Waldsteinu 1625–1662       | Marie Alžběta z Waldsteinu 1625–1662       | Marie Alžběta z Waldsteinu 1625–1662       | Marie Alžběta z Waldsteinu 1625–1662                       | Marie Alžběta z Waldsteinu 1625–1662                       |                                                            |                                                            |                                                            |                                                            |  |  |
|                                                          |                                                          |                                                          |                                                          |                                                          |                                                          |                           |                           |                                                      |                                                      |                                                      |                                                      |                                                             |                                                             |                                                             |                                                             |                                                                             |                                                                             |                                                                             |                                                                             |                                                                             |                                                                             |                                        |                                        |                                                          |                                                          |                                                          |                                                          |                                                          |                                                          |                                |                                |                                                         |                                                         |                                                         |                                                         |                                                         |                                                         |                                          |                                          |                                             |                                             |                                             |                                             |                                             |                                             |                                   |                                   |                                                     |                                                     |                                                     |                                                     |                                                     |                                                     |                              |                              |                                                       |                                                       |                                                       |                                                       |                                                               |                                                               |                                                               |                                                               |                                                               |                                                               |                                                      |                                                      |                                                      |                                                      |                                         |                                         |                                            |                                            |                                            |                                            |                                                            |                                                            |                                                            |                                                            |                                                            |                                                            |  |  |
|                                                          |                                                          |                                                          |                                                          |                                                          |                                                          |                           |                           |                                                      |                                                      |                                                      |                                                      |                                                             |                                                             |                                                             |                                                             |                                                                             |                                                                             |                                                                             |                                                                             |                                                                             |                                                                             |                                        |                                        |                                                          |                                                          |                                                          |                                                          |                                                          |                                                          |                                |                                |                                                         |                                                         |                                                         |                                                         |                                                         |                                                         |                                          |                                          |                                             |                                             |                                             |                                             |                                             |                                             |                                   |                                   |                                                     |                                                     |                                                     |                                                     |                                                     |                                                     |                              |                              |                                                       |                                                       |                                                       |                                                       |                                                               |                                                               |                                                               |                                                               |                                                               |                                                               |                                                      |                                                      |                                                      |                                                      |                                         |                                         |                                            |                                            |                                            |                                            |                                                            |                                                            |                                                            |                                                            |                                                            |                                                            |  |  |
| František z Kaunitz 1676–1717 ljubljanský biskup         | František z Kaunitz 1676–1717 ljubljanský biskup         | František z Kaunitz 1676–1717 ljubljanský biskup         | František z Kaunitz 1676–1717 ljubljanský biskup         | František z Kaunitz 1676–1717 ljubljanský biskup         | František z Kaunitz 1676–1717 ljubljanský biskup         |                           |                           | Maxmilián Oldřich z Kaunitz 1679–1746                | Maxmilián Oldřich z Kaunitz 1679–1746                | Maxmilián Oldřich z Kaunitz 1679–1746                | Maxmilián Oldřich z Kaunitz 1679–1746                | Maxmilián Oldřich z Kaunitz 1679–1746                       | Maxmilián Oldřich z Kaunitz 1679–1746                       |                                                             |                                                             | Marie Františka z Rietbergu 1686–1758                                       | Marie Františka z Rietbergu 1686–1758                                       | Marie Františka z Rietbergu 1686–1758                                       | Marie Františka z Rietbergu 1686–1758                                       | Marie Františka z Rietbergu 1686–1758                                       | Marie Františka z Rietbergu 1686–1758                                       |                                        |                                        | Marie Eleonora z Kaunitz 1681–1723                       | Marie Eleonora z Kaunitz 1681–1723                       | Marie Eleonora z Kaunitz 1681–1723                       | Marie Eleonora z Kaunitz 1681–1723                       | Marie Eleonora z Kaunitz 1681–1723                       | Marie Eleonora z Kaunitz 1681–1723                       |                                |                                | František Václav z Trauttmansdorff-Weinsbergu 1677–1753 | František Václav z Trauttmansdorff-Weinsbergu 1677–1753 | František Václav z Trauttmansdorff-Weinsbergu 1677–1753 | František Václav z Trauttmansdorff-Weinsbergu 1677–1753 | František Václav z Trauttmansdorff-Weinsbergu 1677–1753 | František Václav z Trauttmansdorff-Weinsbergu 1677–1753 |                                          |                                          | Marie Dominika Antonie z Kaunitz 1689–1756  | Marie Dominika Antonie z Kaunitz 1689–1756  | Marie Dominika Antonie z Kaunitz 1689–1756  | Marie Dominika Antonie z Kaunitz 1689–1756  | Marie Dominika Antonie z Kaunitz 1689–1756  | Marie Dominika Antonie z Kaunitz 1689–1756  |                                   |                                   | Filip Josef Ursin z Orsini-Rosenbergu 1691–1765     | Filip Josef Ursin z Orsini-Rosenbergu 1691–1765     | Filip Josef Ursin z Orsini-Rosenbergu 1691–1765     | Filip Josef Ursin z Orsini-Rosenbergu 1691–1765     | Filip Josef Ursin z Orsini-Rosenbergu 1691–1765     | Filip Josef Ursin z Orsini-Rosenbergu 1691–1765     |                              |                              |                                                       |                                                       |                                                       |                                                       | Marie Anna ze Sternbergu † 1699                               | Marie Anna ze Sternbergu † 1699                               | Marie Anna ze Sternbergu † 1699                               | Marie Anna ze Sternbergu † 1699                               | Marie Anna ze Sternbergu † 1699                               | Marie Anna ze Sternbergu † 1699                               |                                                      |                                                      | Jan Vilém z Kaunitz 1656–1721                        | Jan Vilém z Kaunitz 1656–1721                        | Jan Vilém z Kaunitz 1656–1721           | Jan Vilém z Kaunitz 1656–1721           | Jan Vilém z Kaunitz 1656–1721              | Jan Vilém z Kaunitz 1656–1721              |                                            |                                            |                                                            |                                                            |                                                            |                                                            |                                                            |                                                            |  |  |
| František z Kaunitz 1676–1717 ljubljanský biskup         | František z Kaunitz 1676–1717 ljubljanský biskup         | František z Kaunitz 1676–1717 ljubljanský biskup         | František z Kaunitz 1676–1717 ljubljanský biskup         | František z Kaunitz 1676–1717 ljubljanský biskup         | František z Kaunitz 1676–1717 ljubljanský biskup         |                           |                           | Maxmilián Oldřich z Kaunitz 1679–1746                | Maxmilián Oldřich z Kaunitz 1679–1746                | Maxmilián Oldřich z Kaunitz 1679–1746                | Maxmilián Oldřich z Kaunitz 1679–1746                | Maxmilián Oldřich z Kaunitz 1679–1746                       | Maxmilián Oldřich z Kaunitz 1679–1746                       |                                                             |                                                             | Marie Františka z Rietbergu 1686–1758                                       | Marie Františka z Rietbergu 1686–1758                                       | Marie Františka z Rietbergu 1686–1758                                       | Marie Františka z Rietbergu 1686–1758                                       | Marie Františka z Rietbergu 1686–1758                                       | Marie Františka z Rietbergu 1686–1758                                       |                                        |                                        | Marie Eleonora z Kaunitz 1681–1723                       | Marie Eleonora z Kaunitz 1681–1723                       | Marie Eleonora z Kaunitz 1681–1723                       | Marie Eleonora z Kaunitz 1681–1723                       | Marie Eleonora z Kaunitz 1681–1723                       | Marie Eleonora z Kaunitz 1681–1723                       |                                |                                | František Václav z Trauttmansdorff-Weinsbergu 1677–1753 | František Václav z Trauttmansdorff-Weinsbergu 1677–1753 | František Václav z Trauttmansdorff-Weinsbergu 1677–1753 | František Václav z Trauttmansdorff-Weinsbergu 1677–1753 | František Václav z Trauttmansdorff-Weinsbergu 1677–1753 | František Václav z Trauttmansdorff-Weinsbergu 1677–1753 |                                          |                                          | Marie Dominika Antonie z Kaunitz 1689–1756  | Marie Dominika Antonie z Kaunitz 1689–1756  | Marie Dominika Antonie z Kaunitz 1689–1756  | Marie Dominika Antonie z Kaunitz 1689–1756  | Marie Dominika Antonie z Kaunitz 1689–1756  | Marie Dominika Antonie z Kaunitz 1689–1756  |                                   |                                   | Filip Josef Ursin z Orsini-Rosenbergu 1691–1765     | Filip Josef Ursin z Orsini-Rosenbergu 1691–1765     | Filip Josef Ursin z Orsini-Rosenbergu 1691–1765     | Filip Josef Ursin z Orsini-Rosenbergu 1691–1765     | Filip Josef Ursin z Orsini-Rosenbergu 1691–1765     | Filip Josef Ursin z Orsini-Rosenbergu 1691–1765     |                              |                              |                                                       |                                                       |                                                       |                                                       | Marie Anna ze Sternbergu † 1699                               | Marie Anna ze Sternbergu † 1699                               | Marie Anna ze Sternbergu † 1699                               | Marie Anna ze Sternbergu † 1699                               | Marie Anna ze Sternbergu † 1699                               | Marie Anna ze Sternbergu † 1699                               |                                                      |                                                      | Jan Vilém z Kaunitz 1656–1721                        | Jan Vilém z Kaunitz 1656–1721                        | Jan Vilém z Kaunitz 1656–1721           | Jan Vilém z Kaunitz 1656–1721           | Jan Vilém z Kaunitz 1656–1721              | Jan Vilém z Kaunitz 1656–1721              |                                            |                                            |                                                            |                                                            |                                                            |                                                            |                                                            |                                                            |  |  |
|                                                          |                                                          |                                                          |                                                          |                                                          |                                                          |                           |                           |                                                      |                                                      |                                                      |                                                      |                                                             |                                                             |                                                             |                                                             |                                                                             |                                                                             |                                                                             |                                                                             |                                                                             |                                                                             |                                        |                                        |                                                          |                                                          |                                                          |                                                          |                                                          |                                                          |                                |                                |                                                         |                                                         |                                                         |                                                         |                                                         |                                                         |                                          |                                          |                                             |                                             |                                             |                                             |                                             |                                             |                                   |                                   |                                                     |                                                     |                                                     |                                                     |                                                     |                                                     |                              |                              |                                                       |                                                       |                                                       |                                                       |                                                               |                                                               |                                                               |                                                               |                                                               |                                                               |                                                      |                                                      |                                                      |                                                      |                                         |                                         |                                            |                                            |                                            |                                            |                                                            |                                                            |                                                            |                                                            |                                                            |                                                            |  |  |
|                                                          |                                                          |                                                          |                                                          |                                                          |                                                          |                           |                           |                                                      |                                                      |                                                      |                                                      |                                                             |                                                             |                                                             |                                                             |                                                                             |                                                                             |                                                                             |                                                                             |                                                                             |                                                                             |                                        |                                        |                                                          |                                                          |                                                          |                                                          |                                                          |                                                          |                                |                                |                                                         |                                                         |                                                         |                                                         |                                                         |                                                         |                                          |                                          |                                             |                                             |                                             |                                             |                                             |                                             |                                   |                                   |                                                     |                                                     |                                                     |                                                     |                                                     |                                                     |                              |                              |                                                       |                                                       |                                                       |                                                       |                                                               |                                                               |                                                               |                                                               |                                                               |                                                               |                                                      |                                                      |                                                      |                                                      |                                         |                                         |                                            |                                            |                                            |                                            |                                                            |                                                            |                                                            |                                                            |                                                            |                                                            |  |  |
| Marie Antonie Justina z Kaunitz 1708–1778                | Marie Antonie Justina z Kaunitz 1708–1778                | Marie Antonie Justina z Kaunitz 1708–1778                | Marie Antonie Justina z Kaunitz 1708–1778                | Marie Antonie Justina z Kaunitz 1708–1778                | Marie Antonie Justina z Kaunitz 1708–1778                |                           |                           | Jan Adam z Questenbergu asi 1682–1752                | Jan Adam z Questenbergu asi 1682–1752                | Jan Adam z Questenbergu asi 1682–1752                | Jan Adam z Questenbergu asi 1682–1752                | Jan Adam z Questenbergu asi 1682–1752                       | Jan Adam z Questenbergu asi 1682–1752                       |                                                             |                                                             | Jan Dominik z Kaunitz 1709–1751                                             | Jan Dominik z Kaunitz 1709–1751                                             | Jan Dominik z Kaunitz 1709–1751                                             | Jan Dominik z Kaunitz 1709–1751                                             | Jan Dominik z Kaunitz 1709–1751                                             | Jan Dominik z Kaunitz 1709–1751                                             |                                        |                                        | 1. Václav Antonín z Kaunitz-Rietbergu 1711–1794 1. kníže | 1. Václav Antonín z Kaunitz-Rietbergu 1711–1794 1. kníže | 1. Václav Antonín z Kaunitz-Rietbergu 1711–1794 1. kníže | 1. Václav Antonín z Kaunitz-Rietbergu 1711–1794 1. kníže | 1. Václav Antonín z Kaunitz-Rietbergu 1711–1794 1. kníže | 1. Václav Antonín z Kaunitz-Rietbergu 1711–1794 1. kníže |                                |                                | Marie Arnoštka ze Starhembergu 1717–1749                | Marie Arnoštka ze Starhembergu 1717–1749                | Marie Arnoštka ze Starhembergu 1717–1749                | Marie Arnoštka ze Starhembergu 1717–1749                | Marie Arnoštka ze Starhembergu 1717–1749                | Marie Arnoštka ze Starhembergu 1717–1749                |                                          |                                          | Marie Eleonora z Kaunitz 1723–1776          | Marie Eleonora z Kaunitz 1723–1776          | Marie Eleonora z Kaunitz 1723–1776          | Marie Eleonora z Kaunitz 1723–1776          | Marie Eleonora z Kaunitz 1723–1776          | Marie Eleonora z Kaunitz 1723–1776          |                                   |                                   | Rudolf Josef Pálffy z Erdődu 1719–1768              | Rudolf Josef Pálffy z Erdődu 1719–1768              | Rudolf Josef Pálffy z Erdődu 1719–1768              | Rudolf Josef Pálffy z Erdődu 1719–1768              | Rudolf Josef Pálffy z Erdődu 1719–1768              | Rudolf Josef Pálffy z Erdődu 1719–1768              |                              |                              |                                                       |                                                       |                                                       |                                                       |                                                               |                                                               |                                                               |                                                               | Jan Adolf I. z Kaunitz 1696–1771                              | Jan Adolf I. z Kaunitz 1696–1771                              | Jan Adolf I. z Kaunitz 1696–1771                     | Jan Adolf I. z Kaunitz 1696–1771                     | Jan Adolf I. z Kaunitz 1696–1771                     | Jan Adolf I. z Kaunitz 1696–1771                     |                                         |                                         | Marie Terezie Anna Josefa Ogilvy 1718–1775 | Marie Terezie Anna Josefa Ogilvy 1718–1775 | Marie Terezie Anna Josefa Ogilvy 1718–1775 | Marie Terezie Anna Josefa Ogilvy 1718–1775 | Marie Terezie Anna Josefa Ogilvy 1718–1775                 | Marie Terezie Anna Josefa Ogilvy 1718–1775                 |                                                            |                                                            |                                                            |                                                            |  |  |
| Marie Antonie Justina z Kaunitz 1708–1778                | Marie Antonie Justina z Kaunitz 1708–1778                | Marie Antonie Justina z Kaunitz 1708–1778                | Marie Antonie Justina z Kaunitz 1708–1778                | Marie Antonie Justina z Kaunitz 1708–1778                | Marie Antonie Justina z Kaunitz 1708–1778                |                           |                           | Jan Adam z Questenbergu asi 1682–1752                | Jan Adam z Questenbergu asi 1682–1752                | Jan Adam z Questenbergu asi 1682–1752                | Jan Adam z Questenbergu asi 1682–1752                | Jan Adam z Questenbergu asi 1682–1752                       | Jan Adam z Questenbergu asi 1682–1752                       |                                                             |                                                             | Jan Dominik z Kaunitz 1709–1751                                             | Jan Dominik z Kaunitz 1709–1751                                             | Jan Dominik z Kaunitz 1709–1751                                             | Jan Dominik z Kaunitz 1709–1751                                             | Jan Dominik z Kaunitz 1709–1751                                             | Jan Dominik z Kaunitz 1709–1751                                             |                                        |                                        | 1. Václav Antonín z Kaunitz-Rietbergu 1711–1794 1. kníže | 1. Václav Antonín z Kaunitz-Rietbergu 1711–1794 1. kníže | 1. Václav Antonín z Kaunitz-Rietbergu 1711–1794 1. kníže | 1. Václav Antonín z Kaunitz-Rietbergu 1711–1794 1. kníže | 1. Václav Antonín z Kaunitz-Rietbergu 1711–1794 1. kníže | 1. Václav Antonín z Kaunitz-Rietbergu 1711–1794 1. kníže |                                |                                | Marie Arnoštka ze Starhembergu 1717–1749                | Marie Arnoštka ze Starhembergu 1717–1749                | Marie Arnoštka ze Starhembergu 1717–1749                | Marie Arnoštka ze Starhembergu 1717–1749                | Marie Arnoštka ze Starhembergu 1717–1749                | Marie Arnoštka ze Starhembergu 1717–1749                |                                          |                                          | Marie Eleonora z Kaunitz 1723–1776          | Marie Eleonora z Kaunitz 1723–1776          | Marie Eleonora z Kaunitz 1723–1776          | Marie Eleonora z Kaunitz 1723–1776          | Marie Eleonora z Kaunitz 1723–1776          | Marie Eleonora z Kaunitz 1723–1776          |                                   |                                   | Rudolf Josef Pálffy z Erdődu 1719–1768              | Rudolf Josef Pálffy z Erdődu 1719–1768              | Rudolf Josef Pálffy z Erdődu 1719–1768              | Rudolf Josef Pálffy z Erdődu 1719–1768              | Rudolf Josef Pálffy z Erdődu 1719–1768              | Rudolf Josef Pálffy z Erdődu 1719–1768              |                              |                              |                                                       |                                                       |                                                       |                                                       |                                                               |                                                               |                                                               |                                                               | Jan Adolf I. z Kaunitz 1696–1771                              | Jan Adolf I. z Kaunitz 1696–1771                              | Jan Adolf I. z Kaunitz 1696–1771                     | Jan Adolf I. z Kaunitz 1696–1771                     | Jan Adolf I. z Kaunitz 1696–1771                     | Jan Adolf I. z Kaunitz 1696–1771                     |                                         |                                         | Marie Terezie Anna Josefa Ogilvy 1718–1775 | Marie Terezie Anna Josefa Ogilvy 1718–1775 | Marie Terezie Anna Josefa Ogilvy 1718–1775 | Marie Terezie Anna Josefa Ogilvy 1718–1775 | Marie Terezie Anna Josefa Ogilvy 1718–1775                 | Marie Terezie Anna Josefa Ogilvy 1718–1775                 |                                                            |                                                            |                                                            |                                                            |  |  |
|                                                          |                                                          |                                                          |                                                          |                                                          |                                                          |                           |                           |                                                      |                                                      |                                                      |                                                      |                                                             |                                                             |                                                             |                                                             |                                                                             |                                                                             |                                                                             |                                                                             |                                                                             |                                                                             |                                        |                                        |                                                          |                                                          |                                                          |                                                          |                                                          |                                                          |                                |                                |                                                         |                                                         |                                                         |                                                         |                                                         |                                                         |                                          |                                          |                                             |                                             |                                             |                                             |                                             |                                             |                                   |                                   |                                                     |                                                     |                                                     |                                                     |                                                     |                                                     |                              |                              |                                                       |                                                       |                                                       |                                                       |                                                               |                                                               |                                                               |                                                               |                                                               |                                                               |                                                      |                                                      |                                                      |                                                      |                                         |                                         |                                            |                                            |                                            |                                            |                                                            |                                                            |                                                            |                                                            |                                                            |                                                            |  |  |
|                                                          |                                                          |                                                          |                                                          |                                                          |                                                          |                           |                           |                                                      |                                                      |                                                      |                                                      |                                                             |                                                             |                                                             |                                                             |                                                                             |                                                                             |                                                                             |                                                                             |                                                                             |                                                                             |                                        |                                        |                                                          |                                                          |                                                          |                                                          |                                                          |                                                          |                                |                                |                                                         |                                                         |                                                         |                                                         |                                                         |                                                         |                                          |                                          |                                             |                                             |                                             |                                             |                                             |                                             |                                   |                                   |                                                     |                                                     |                                                     |                                                     |                                                     |                                                     |                              |                              |                                                       |                                                       |                                                       |                                                       |                                                               |                                                               |                                                               |                                                               |                                                               |                                                               |                                                      |                                                      |                                                      |                                                      |                                         |                                         |                                            |                                            |                                            |                                            |                                                            |                                                            |                                                            |                                                            |                                                            |                                                            |  |  |
| 3. Arnošt Kryštof z Kaunitz-Rietbergu 1737–1797 2. kníže | 3. Arnošt Kryštof z Kaunitz-Rietbergu 1737–1797 2. kníže | 3. Arnošt Kryštof z Kaunitz-Rietbergu 1737–1797 2. kníže | 3. Arnošt Kryštof z Kaunitz-Rietbergu 1737–1797 2. kníže | 3. Arnošt Kryštof z Kaunitz-Rietbergu 1737–1797 2. kníže | 3. Arnošt Kryštof z Kaunitz-Rietbergu 1737–1797 2. kníže |                           |                           | 2. Marie Leopoldina z Oettingen-Spielbergu 1741–1795 | 2. Marie Leopoldina z Oettingen-Spielbergu 1741–1795 | 2. Marie Leopoldina z Oettingen-Spielbergu 1741–1795 | 2. Marie Leopoldina z Oettingen-Spielbergu 1741–1795 | 2. Marie Leopoldina z Oettingen-Spielbergu 1741–1795        | 2. Marie Leopoldina z Oettingen-Spielbergu 1741–1795        |                                                             |                                                             | 4. Dominik Ondřej II. z Kaunitz-Rietbergu a Questenbergu 1739–1812 3. kníže | 4. Dominik Ondřej II. z Kaunitz-Rietbergu a Questenbergu 1739–1812 3. kníže | 4. Dominik Ondřej II. z Kaunitz-Rietbergu a Questenbergu 1739–1812 3. kníže | 4. Dominik Ondřej II. z Kaunitz-Rietbergu a Questenbergu 1739–1812 3. kníže | 4. Dominik Ondřej II. z Kaunitz-Rietbergu a Questenbergu 1739–1812 3. kníže | 4. Dominik Ondřej II. z Kaunitz-Rietbergu a Questenbergu 1739–1812 3. kníže |                                        |                                        | Marie Bernhardina z Plettenberg-Wittemu 1743–1779        | Marie Bernhardina z Plettenberg-Wittemu 1743–1779        | Marie Bernhardina z Plettenberg-Wittemu 1743–1779        | Marie Bernhardina z Plettenberg-Wittemu 1743–1779        | Marie Bernhardina z Plettenberg-Wittemu 1743–1779        | Marie Bernhardina z Plettenberg-Wittemu 1743–1779        |                                |                                | 5. František Václav z Kaunitz-Rietbergu 1742–1825       | 5. František Václav z Kaunitz-Rietbergu 1742–1825       | 5. František Václav z Kaunitz-Rietbergu 1742–1825       | 5. František Václav z Kaunitz-Rietbergu 1742–1825       | 5. František Václav z Kaunitz-Rietbergu 1742–1825       | 5. František Václav z Kaunitz-Rietbergu 1742–1825       |                                          |                                          | Josef Klement z Kaunitz-Rietbergu 1743–1785 | Josef Klement z Kaunitz-Rietbergu 1743–1785 | Josef Klement z Kaunitz-Rietbergu 1743–1785 | Josef Klement z Kaunitz-Rietbergu 1743–1785 | Josef Klement z Kaunitz-Rietbergu 1743–1785 | Josef Klement z Kaunitz-Rietbergu 1743–1785 |                                   |                                   | Marie Antoinetta z Kaunitz-Rietbergu 1745–1769      | Marie Antoinetta z Kaunitz-Rietbergu 1745–1769      | Marie Antoinetta z Kaunitz-Rietbergu 1745–1769      | Marie Antoinetta z Kaunitz-Rietbergu 1745–1769      | Marie Antoinetta z Kaunitz-Rietbergu 1745–1769      | Marie Antoinetta z Kaunitz-Rietbergu 1745–1769      |                              |                              | Kryštof Vilém z Thürheimu 1731–1809                   | Kryštof Vilém z Thürheimu 1731–1809                   | Kryštof Vilém z Thürheimu 1731–1809                   | Kryštof Vilém z Thürheimu 1731–1809                   | Kryštof Vilém z Thürheimu 1731–1809                           | Kryštof Vilém z Thürheimu 1731–1809                           |                                                               |                                                               |                                                               |                                                               |                                                      |                                                      | Michael Josef Karel z Kaunitz 1745–1820              | Michael Josef Karel z Kaunitz 1745–1820              | Michael Josef Karel z Kaunitz 1745–1820 | Michael Josef Karel z Kaunitz 1745–1820 | Michael Josef Karel z Kaunitz 1745–1820    | Michael Josef Karel z Kaunitz 1745–1820    |                                            |                                            | Marie Kristýna ze Salm-Reifferscheidt-Hainspachu 1751–1820 | Marie Kristýna ze Salm-Reifferscheidt-Hainspachu 1751–1820 | Marie Kristýna ze Salm-Reifferscheidt-Hainspachu 1751–1820 | Marie Kristýna ze Salm-Reifferscheidt-Hainspachu 1751–1820 | Marie Kristýna ze Salm-Reifferscheidt-Hainspachu 1751–1820 | Marie Kristýna ze Salm-Reifferscheidt-Hainspachu 1751–1820 |  |  |
| 3. Arnošt Kryštof z Kaunitz-Rietbergu 1737–1797 2. kníže | 3. Arnošt Kryštof z Kaunitz-Rietbergu 1737–1797 2. kníže | 3. Arnošt Kryštof z Kaunitz-Rietbergu 1737–1797 2. kníže | 3. Arnošt Kryštof z Kaunitz-Rietbergu 1737–1797 2. kníže | 3. Arnošt Kryštof z Kaunitz-Rietbergu 1737–1797 2. kníže | 3. Arnošt Kryštof z Kaunitz-Rietbergu 1737–1797 2. kníže |                           |                           | 2. Marie Leopoldina z Oettingen-Spielbergu 1741–1795 | 2. Marie Leopoldina z Oettingen-Spielbergu 1741–1795 | 2. Marie Leopoldina z Oettingen-Spielbergu 1741–1795 | 2. Marie Leopoldina z Oettingen-Spielbergu 1741–1795 | 2. Marie Leopoldina z Oettingen-Spielbergu 1741–1795        | 2. Marie Leopoldina z Oettingen-Spielbergu 1741–1795        |                                                             |                                                             | 4. Dominik Ondřej II. z Kaunitz-Rietbergu a Questenbergu 1739–1812 3. kníže | 4. Dominik Ondřej II. z Kaunitz-Rietbergu a Questenbergu 1739–1812 3. kníže | 4. Dominik Ondřej II. z Kaunitz-Rietbergu a Questenbergu 1739–1812 3. kníže | 4. Dominik Ondřej II. z Kaunitz-Rietbergu a Questenbergu 1739–1812 3. kníže | 4. Dominik Ondřej II. z Kaunitz-Rietbergu a Questenbergu 1739–1812 3. kníže | 4. Dominik Ondřej II. z Kaunitz-Rietbergu a Questenbergu 1739–1812 3. kníže |                                        |                                        | Marie Bernhardina z Plettenberg-Wittemu 1743–1779        | Marie Bernhardina z Plettenberg-Wittemu 1743–1779        | Marie Bernhardina z Plettenberg-Wittemu 1743–1779        | Marie Bernhardina z Plettenberg-Wittemu 1743–1779        | Marie Bernhardina z Plettenberg-Wittemu 1743–1779        | Marie Bernhardina z Plettenberg-Wittemu 1743–1779        |                                |                                | 5. František Václav z Kaunitz-Rietbergu 1742–1825       | 5. František Václav z Kaunitz-Rietbergu 1742–1825       | 5. František Václav z Kaunitz-Rietbergu 1742–1825       | 5. František Václav z Kaunitz-Rietbergu 1742–1825       | 5. František Václav z Kaunitz-Rietbergu 1742–1825       | 5. František Václav z Kaunitz-Rietbergu 1742–1825       |                                          |                                          | Josef Klement z Kaunitz-Rietbergu 1743–1785 | Josef Klement z Kaunitz-Rietbergu 1743–1785 | Josef Klement z Kaunitz-Rietbergu 1743–1785 | Josef Klement z Kaunitz-Rietbergu 1743–1785 | Josef Klement z Kaunitz-Rietbergu 1743–1785 | Josef Klement z Kaunitz-Rietbergu 1743–1785 |                                   |                                   | Marie Antoinetta z Kaunitz-Rietbergu 1745–1769      | Marie Antoinetta z Kaunitz-Rietbergu 1745–1769      | Marie Antoinetta z Kaunitz-Rietbergu 1745–1769      | Marie Antoinetta z Kaunitz-Rietbergu 1745–1769      | Marie Antoinetta z Kaunitz-Rietbergu 1745–1769      | Marie Antoinetta z Kaunitz-Rietbergu 1745–1769      |                              |                              | Kryštof Vilém z Thürheimu 1731–1809                   | Kryštof Vilém z Thürheimu 1731–1809                   | Kryštof Vilém z Thürheimu 1731–1809                   | Kryštof Vilém z Thürheimu 1731–1809                   | Kryštof Vilém z Thürheimu 1731–1809                           | Kryštof Vilém z Thürheimu 1731–1809                           |                                                               |                                                               |                                                               |                                                               |                                                      |                                                      | Michael Josef Karel z Kaunitz 1745–1820              | Michael Josef Karel z Kaunitz 1745–1820              | Michael Josef Karel z Kaunitz 1745–1820 | Michael Josef Karel z Kaunitz 1745–1820 | Michael Josef Karel z Kaunitz 1745–1820    | Michael Josef Karel z Kaunitz 1745–1820    |                                            |                                            | Marie Kristýna ze Salm-Reifferscheidt-Hainspachu 1751–1820 | Marie Kristýna ze Salm-Reifferscheidt-Hainspachu 1751–1820 | Marie Kristýna ze Salm-Reifferscheidt-Hainspachu 1751–1820 | Marie Kristýna ze Salm-Reifferscheidt-Hainspachu 1751–1820 | Marie Kristýna ze Salm-Reifferscheidt-Hainspachu 1751–1820 | Marie Kristýna ze Salm-Reifferscheidt-Hainspachu 1751–1820 |  |  |
|                                                          |                                                          |                                                          |                                                          |                                                          |                                                          |                           |                           |                                                      |                                                      |                                                      |                                                      |                                                             |                                                             |                                                             |                                                             |                                                                             |                                                                             |                                                                             |                                                                             |                                                                             |                                                                             |                                        |                                        |                                                          |                                                          |                                                          |                                                          |                                                          |                                                          |                                |                                |                                                         |                                                         |                                                         |                                                         |                                                         |                                                         |                                          |                                          |                                             |                                             |                                             |                                             |                                             |                                             |                                   |                                   |                                                     |                                                     |                                                     |                                                     |                                                     |                                                     |                              |                              |                                                       |                                                       |                                                       |                                                       |                                                               |                                                               |                                                               |                                                               |                                                               |                                                               |                                                      |                                                      |                                                      |                                                      |                                         |                                         |                                            |                                            |                                            |                                            |                                                            |                                                            |                                                            |                                                            |                                                            |                                                            |  |  |
|                                                          |                                                          |                                                          |                                                          |                                                          |                                                          |                           |                           |                                                      |                                                      |                                                      |                                                      |                                                             |                                                             |                                                             |                                                             |                                                                             |                                                                             |                                                                             |                                                                             |                                                                             |                                                                             |                                        |                                        |                                                          |                                                          |                                                          |                                                          |                                                          |                                                          |                                |                                |                                                         |                                                         |                                                         |                                                         |                                                         |                                                         |                                          |                                          |                                             |                                             |                                             |                                             |                                             |                                             |                                   |                                   |                                                     |                                                     |                                                     |                                                     |                                                     |                                                     |                              |                              |                                                       |                                                       |                                                       |                                                       |                                                               |                                                               |                                                               |                                                               |                                                               |                                                               |                                                      |                                                      |                                                      |                                                      |                                         |                                         |                                            |                                            |                                            |                                            |                                                            |                                                            |                                                            |                                                            |                                                            |                                                            |  |  |
| Marie Eleonora z Kaunitz-Rietbergu 1775–1825             | Marie Eleonora z Kaunitz-Rietbergu 1775–1825             | Marie Eleonora z Kaunitz-Rietbergu 1775–1825             | Marie Eleonora z Kaunitz-Rietbergu 1775–1825             | Marie Eleonora z Kaunitz-Rietbergu 1775–1825             | Marie Eleonora z Kaunitz-Rietbergu 1775–1825             |                           |                           | Klemens Václav z Metternichu 1773–1859               | Klemens Václav z Metternichu 1773–1859               | Klemens Václav z Metternichu 1773–1859               | Klemens Václav z Metternichu 1773–1859               | Klemens Václav z Metternichu 1773–1859                      | Klemens Václav z Metternichu 1773–1859                      |                                                             |                                                             | Marie Terezie Aloisie z Kaunitz-Rietbergu a Questenbergu 1763–1803          | Marie Terezie Aloisie z Kaunitz-Rietbergu a Questenbergu 1763–1803          | Marie Terezie Aloisie z Kaunitz-Rietbergu a Questenbergu 1763–1803          | Marie Terezie Aloisie z Kaunitz-Rietbergu a Questenbergu 1763–1803          | Marie Terezie Aloisie z Kaunitz-Rietbergu a Questenbergu 1763–1803          | Marie Terezie Aloisie z Kaunitz-Rietbergu a Questenbergu 1763–1803          |                                        |                                        | Rudolf Jan Bruntálský z Vrbna 1761–1823                  | Rudolf Jan Bruntálský z Vrbna 1761–1823                  | Rudolf Jan Bruntálský z Vrbna 1761–1823                  | Rudolf Jan Bruntálský z Vrbna 1761–1823                  | Rudolf Jan Bruntálský z Vrbna 1761–1823                  | Rudolf Jan Bruntálský z Vrbna 1761–1823                  |                                |                                | Marie Antonie z Kaunitz 1765–1805                       | Marie Antonie z Kaunitz 1765–1805                       | Marie Antonie z Kaunitz 1765–1805                       | Marie Antonie z Kaunitz 1765–1805                       | Marie Antonie z Kaunitz 1765–1805                       | Marie Antonie z Kaunitz 1765–1805                       |                                          |                                          | Filipina z Kaunitz 1769–1771                | Filipina z Kaunitz 1769–1771                | Filipina z Kaunitz 1769–1771                | Filipina z Kaunitz 1769–1771                | Filipina z Kaunitz 1769–1771                | Filipina z Kaunitz 1769–1771                |                                   |                                   | Alois Václav z Kaunitz-Rietbergu 1774–1848 4. kníže | Alois Václav z Kaunitz-Rietbergu 1774–1848 4. kníže | Alois Václav z Kaunitz-Rietbergu 1774–1848 4. kníže | Alois Václav z Kaunitz-Rietbergu 1774–1848 4. kníže | Alois Václav z Kaunitz-Rietbergu 1774–1848 4. kníže | Alois Václav z Kaunitz-Rietbergu 1774–1848 4. kníže |                              |                              | Františka Xaverie Ungnadová z Weissenwolffu 1773–1859 | Františka Xaverie Ungnadová z Weissenwolffu 1773–1859 | Františka Xaverie Ungnadová z Weissenwolffu 1773–1859 | Františka Xaverie Ungnadová z Weissenwolffu 1773–1859 | Františka Xaverie Ungnadová z Weissenwolffu 1773–1859         | Františka Xaverie Ungnadová z Weissenwolffu 1773–1859         |                                                               |                                                               | Pavlína (Pauline) Julie z Buquoy-Longueval 1780–1857          | Pavlína (Pauline) Julie z Buquoy-Longueval 1780–1857          | Pavlína (Pauline) Julie z Buquoy-Longueval 1780–1857 | Pavlína (Pauline) Julie z Buquoy-Longueval 1780–1857 | Pavlína (Pauline) Julie z Buquoy-Longueval 1780–1857 | Pavlína (Pauline) Julie z Buquoy-Longueval 1780–1857 |                                         |                                         | Vincenc Karel Josef z Kaunitz 1774–1829    | Vincenc Karel Josef z Kaunitz 1774–1829    | Vincenc Karel Josef z Kaunitz 1774–1829    | Vincenc Karel Josef z Kaunitz 1774–1829    | Vincenc Karel Josef z Kaunitz 1774–1829                    | Vincenc Karel Josef z Kaunitz 1774–1829                    |                                                            |                                                            |                                                            |                                                            |  |  |
| Marie Eleonora z Kaunitz-Rietbergu 1775–1825             | Marie Eleonora z Kaunitz-Rietbergu 1775–1825             | Marie Eleonora z Kaunitz-Rietbergu 1775–1825             | Marie Eleonora z Kaunitz-Rietbergu 1775–1825             | Marie Eleonora z Kaunitz-Rietbergu 1775–1825             | Marie Eleonora z Kaunitz-Rietbergu 1775–1825             |                           |                           | Klemens Václav z Metternichu 1773–1859               | Klemens Václav z Metternichu 1773–1859               | Klemens Václav z Metternichu 1773–1859               | Klemens Václav z Metternichu 1773–1859               | Klemens Václav z Metternichu 1773–1859                      | Klemens Václav z Metternichu 1773–1859                      |                                                             |                                                             | Marie Terezie Aloisie z Kaunitz-Rietbergu a Questenbergu 1763–1803          | Marie Terezie Aloisie z Kaunitz-Rietbergu a Questenbergu 1763–1803          | Marie Terezie Aloisie z Kaunitz-Rietbergu a Questenbergu 1763–1803          | Marie Terezie Aloisie z Kaunitz-Rietbergu a Questenbergu 1763–1803          | Marie Terezie Aloisie z Kaunitz-Rietbergu a Questenbergu 1763–1803          | Marie Terezie Aloisie z Kaunitz-Rietbergu a Questenbergu 1763–1803          |                                        |                                        | Rudolf Jan Bruntálský z Vrbna 1761–1823                  | Rudolf Jan Bruntálský z Vrbna 1761–1823                  | Rudolf Jan Bruntálský z Vrbna 1761–1823                  | Rudolf Jan Bruntálský z Vrbna 1761–1823                  | Rudolf Jan Bruntálský z Vrbna 1761–1823                  | Rudolf Jan Bruntálský z Vrbna 1761–1823                  |                                |                                | Marie Antonie z Kaunitz 1765–1805                       | Marie Antonie z Kaunitz 1765–1805                       | Marie Antonie z Kaunitz 1765–1805                       | Marie Antonie z Kaunitz 1765–1805                       | Marie Antonie z Kaunitz 1765–1805                       | Marie Antonie z Kaunitz 1765–1805                       |                                          |                                          | Filipina z Kaunitz 1769–1771                | Filipina z Kaunitz 1769–1771                | Filipina z Kaunitz 1769–1771                | Filipina z Kaunitz 1769–1771                | Filipina z Kaunitz 1769–1771                | Filipina z Kaunitz 1769–1771                |                                   |                                   | Alois Václav z Kaunitz-Rietbergu 1774–1848 4. kníže | Alois Václav z Kaunitz-Rietbergu 1774–1848 4. kníže | Alois Václav z Kaunitz-Rietbergu 1774–1848 4. kníže | Alois Václav z Kaunitz-Rietbergu 1774–1848 4. kníže | Alois Václav z Kaunitz-Rietbergu 1774–1848 4. kníže | Alois Václav z Kaunitz-Rietbergu 1774–1848 4. kníže |                              |                              | Františka Xaverie Ungnadová z Weissenwolffu 1773–1859 | Františka Xaverie Ungnadová z Weissenwolffu 1773–1859 | Františka Xaverie Ungnadová z Weissenwolffu 1773–1859 | Františka Xaverie Ungnadová z Weissenwolffu 1773–1859 | Františka Xaverie Ungnadová z Weissenwolffu 1773–1859         | Františka Xaverie Ungnadová z Weissenwolffu 1773–1859         |                                                               |                                                               | Pavlína (Pauline) Julie z Buquoy-Longueval 1780–1857          | Pavlína (Pauline) Julie z Buquoy-Longueval 1780–1857          | Pavlína (Pauline) Julie z Buquoy-Longueval 1780–1857 | Pavlína (Pauline) Julie z Buquoy-Longueval 1780–1857 | Pavlína (Pauline) Julie z Buquoy-Longueval 1780–1857 | Pavlína (Pauline) Julie z Buquoy-Longueval 1780–1857 |                                         |                                         | Vincenc Karel Josef z Kaunitz 1774–1829    | Vincenc Karel Josef z Kaunitz 1774–1829    | Vincenc Karel Josef z Kaunitz 1774–1829    | Vincenc Karel Josef z Kaunitz 1774–1829    | Vincenc Karel Josef z Kaunitz 1774–1829                    | Vincenc Karel Josef z Kaunitz 1774–1829                    |                                                            |                                                            |                                                            |                                                            |  |  |
|                                                          |                                                          |                                                          |                                                          |                                                          |                                                          |                           |                           |                                                      |                                                      |                                                      |                                                      |                                                             |                                                             |                                                             |                                                             |                                                                             |                                                                             |                                                                             |                                                                             |                                                                             |                                                                             |                                        |                                        |                                                          |                                                          |                                                          |                                                          |                                                          |                                                          |                                |                                |                                                         |                                                         |                                                         |                                                         |                                                         |                                                         |                                          |                                          |                                             |                                             |                                             |                                             |                                             |                                             |                                   |                                   |                                                     |                                                     |                                                     |                                                     |                                                     |                                                     |                              |                              |                                                       |                                                       |                                                       |                                                       |                                                               |                                                               |                                                               |                                                               |                                                               |                                                               |                                                      |                                                      |                                                      |                                                      |                                         |                                         |                                            |                                            |                                            |                                            |                                                            |                                                            |                                                            |                                                            |                                                            |                                                            |  |  |
|                                                          |                                                          |                                                          |                                                          |                                                          |                                                          |                           |                           |                                                      |                                                      |                                                      |                                                      |                                                             |                                                             |                                                             |                                                             |                                                                             |                                                                             |                                                                             |                                                                             |                                                                             |                                                                             |                                        |                                        |                                                          |                                                          |                                                          |                                                          |                                                          |                                                          |                                |                                |                                                         |                                                         |                                                         |                                                         |                                                         |                                                         |                                          |                                          |                                             |                                             |                                             |                                             |                                             |                                             |                                   |                                   |                                                     |                                                     |                                                     |                                                     |                                                     |                                                     |                              |                              |                                                       |                                                       |                                                       |                                                       |                                                               |                                                               |                                                               |                                                               |                                                               |                                                               |                                                      |                                                      |                                                      |                                                      |                                         |                                         |                                            |                                            |                                            |                                            |                                                            |                                                            |                                                            |                                                            |                                                            |                                                            |  |  |
| Terezie z Kaunitz-Rietbergu 1800–1801                    | Terezie z Kaunitz-Rietbergu 1800–1801                    | Terezie z Kaunitz-Rietbergu 1800–1801                    | Terezie z Kaunitz-Rietbergu 1800–1801                    | Terezie z Kaunitz-Rietbergu 1800–1801                    | Terezie z Kaunitz-Rietbergu 1800–1801                    |                           |                           | I. Antonín Gundakar ze Starhembergu 1776–1842        | I. Antonín Gundakar ze Starhembergu 1776–1842        | I. Antonín Gundakar ze Starhembergu 1776–1842        | I. Antonín Gundakar ze Starhembergu 1776–1842        | I. Antonín Gundakar ze Starhembergu 1776–1842               | I. Antonín Gundakar ze Starhembergu 1776–1842               |                                                             |                                                             | Karolína Leopoldina z Kaunitz-Rietbergu 1801–1875                           | Karolína Leopoldina z Kaunitz-Rietbergu 1801–1875                           | Karolína Leopoldina z Kaunitz-Rietbergu 1801–1875                           | Karolína Leopoldina z Kaunitz-Rietbergu 1801–1875                           | Karolína Leopoldina z Kaunitz-Rietbergu 1801–1875                           | Karolína Leopoldina z Kaunitz-Rietbergu 1801–1875                           |                                        |                                        | II. Pierre d'Arenberg 1790–1877                          | II. Pierre d'Arenberg 1790–1877                          | II. Pierre d'Arenberg 1790–1877                          | II. Pierre d'Arenberg 1790–1877                          | II. Pierre d'Arenberg 1790–1877                          | II. Pierre d'Arenberg 1790–1877                          |                                |                                | Lepoldina Dominika z Kaunitz-Rietbergu 1803–1888        | Lepoldina Dominika z Kaunitz-Rietbergu 1803–1888        | Lepoldina Dominika z Kaunitz-Rietbergu 1803–1888        | Lepoldina Dominika z Kaunitz-Rietbergu 1803–1888        | Lepoldina Dominika z Kaunitz-Rietbergu 1803–1888        | Lepoldina Dominika z Kaunitz-Rietbergu 1803–1888        |                                          |                                          | Antonín Karel Pálffy z Erdődu 1793–1879     | Antonín Karel Pálffy z Erdődu 1793–1879     | Antonín Karel Pálffy z Erdődu 1793–1879     | Antonín Karel Pálffy z Erdődu 1793–1879     | Antonín Karel Pálffy z Erdődu 1793–1879     | Antonín Karel Pálffy z Erdődu 1793–1879     |                                   |                                   | Ludvík Károlyi 1799–1863                            | Ludvík Károlyi 1799–1863                            | Ludvík Károlyi 1799–1863                            | Ludvík Károlyi 1799–1863                            | Ludvík Károlyi 1799–1863                            | Ludvík Károlyi 1799–1863                            |                              |                              | Ferdinandina Karolína z Kaunitz-Rietbergu 1805–1862   | Ferdinandina Karolína z Kaunitz-Rietbergu 1805–1862   | Ferdinandina Karolína z Kaunitz-Rietbergu 1805–1862   | Ferdinandina Karolína z Kaunitz-Rietbergu 1805–1862   | Ferdinandina Karolína z Kaunitz-Rietbergu 1805–1862           | Ferdinandina Karolína z Kaunitz-Rietbergu 1805–1862           |                                                               |                                                               |                                                               |                                                               |                                                      |                                                      | Michael Karel z Kaunitz 1803–1852                    | Michael Karel z Kaunitz 1803–1852                    | Michael Karel z Kaunitz 1803–1852       | Michael Karel z Kaunitz 1803–1852       | Michael Karel z Kaunitz 1803–1852          | Michael Karel z Kaunitz 1803–1852          |                                            |                                            | Eleonora Woracziczká z Pabienitz a Bissingenu 1809–1898    | Eleonora Woracziczká z Pabienitz a Bissingenu 1809–1898    | Eleonora Woracziczká z Pabienitz a Bissingenu 1809–1898    | Eleonora Woracziczká z Pabienitz a Bissingenu 1809–1898    | Eleonora Woracziczká z Pabienitz a Bissingenu 1809–1898    | Eleonora Woracziczká z Pabienitz a Bissingenu 1809–1898    |  |  |
| Terezie z Kaunitz-Rietbergu 1800–1801                    | Terezie z Kaunitz-Rietbergu 1800–1801                    | Terezie z Kaunitz-Rietbergu 1800–1801                    | Terezie z Kaunitz-Rietbergu 1800–1801                    | Terezie z Kaunitz-Rietbergu 1800–1801                    | Terezie z Kaunitz-Rietbergu 1800–1801                    |                           |                           | I. Antonín Gundakar ze Starhembergu 1776–1842        | I. Antonín Gundakar ze Starhembergu 1776–1842        | I. Antonín Gundakar ze Starhembergu 1776–1842        | I. Antonín Gundakar ze Starhembergu 1776–1842        | I. Antonín Gundakar ze Starhembergu 1776–1842               | I. Antonín Gundakar ze Starhembergu 1776–1842               |                                                             |                                                             | Karolína Leopoldina z Kaunitz-Rietbergu 1801–1875                           | Karolína Leopoldina z Kaunitz-Rietbergu 1801–1875                           | Karolína Leopoldina z Kaunitz-Rietbergu 1801–1875                           | Karolína Leopoldina z Kaunitz-Rietbergu 1801–1875                           | Karolína Leopoldina z Kaunitz-Rietbergu 1801–1875                           | Karolína Leopoldina z Kaunitz-Rietbergu 1801–1875                           |                                        |                                        | II. Pierre d'Arenberg 1790–1877                          | II. Pierre d'Arenberg 1790–1877                          | II. Pierre d'Arenberg 1790–1877                          | II. Pierre d'Arenberg 1790–1877                          | II. Pierre d'Arenberg 1790–1877                          | II. Pierre d'Arenberg 1790–1877                          |                                |                                | Lepoldina Dominika z Kaunitz-Rietbergu 1803–1888        | Lepoldina Dominika z Kaunitz-Rietbergu 1803–1888        | Lepoldina Dominika z Kaunitz-Rietbergu 1803–1888        | Lepoldina Dominika z Kaunitz-Rietbergu 1803–1888        | Lepoldina Dominika z Kaunitz-Rietbergu 1803–1888        | Lepoldina Dominika z Kaunitz-Rietbergu 1803–1888        |                                          |                                          | Antonín Karel Pálffy z Erdődu 1793–1879     | Antonín Karel Pálffy z Erdődu 1793–1879     | Antonín Karel Pálffy z Erdődu 1793–1879     | Antonín Karel Pálffy z Erdődu 1793–1879     | Antonín Karel Pálffy z Erdődu 1793–1879     | Antonín Karel Pálffy z Erdődu 1793–1879     |                                   |                                   | Ludvík Károlyi 1799–1863                            | Ludvík Károlyi 1799–1863                            | Ludvík Károlyi 1799–1863                            | Ludvík Károlyi 1799–1863                            | Ludvík Károlyi 1799–1863                            | Ludvík Károlyi 1799–1863                            |                              |                              | Ferdinandina Karolína z Kaunitz-Rietbergu 1805–1862   | Ferdinandina Karolína z Kaunitz-Rietbergu 1805–1862   | Ferdinandina Karolína z Kaunitz-Rietbergu 1805–1862   | Ferdinandina Karolína z Kaunitz-Rietbergu 1805–1862   | Ferdinandina Karolína z Kaunitz-Rietbergu 1805–1862           | Ferdinandina Karolína z Kaunitz-Rietbergu 1805–1862           |                                                               |                                                               |                                                               |                                                               |                                                      |                                                      | Michael Karel z Kaunitz 1803–1852                    | Michael Karel z Kaunitz 1803–1852                    | Michael Karel z Kaunitz 1803–1852       | Michael Karel z Kaunitz 1803–1852       | Michael Karel z Kaunitz 1803–1852          | Michael Karel z Kaunitz 1803–1852          |                                            |                                            | Eleonora Woracziczká z Pabienitz a Bissingenu 1809–1898    | Eleonora Woracziczká z Pabienitz a Bissingenu 1809–1898    | Eleonora Woracziczká z Pabienitz a Bissingenu 1809–1898    | Eleonora Woracziczká z Pabienitz a Bissingenu 1809–1898    | Eleonora Woracziczká z Pabienitz a Bissingenu 1809–1898    | Eleonora Woracziczká z Pabienitz a Bissingenu 1809–1898    |  |  |
|                                                          |                                                          |                                                          |                                                          |                                                          |                                                          |                           |                           |                                                      |                                                      |                                                      |                                                      |                                                             |                                                             |                                                             |                                                             |                                                                             |                                                                             |                                                                             |                                                                             |                                                                             |                                                                             |                                        |                                        |                                                          |                                                          |                                                          |                                                          |                                                          |                                                          |                                |                                |                                                         |                                                         |                                                         |                                                         |                                                         |                                                         |                                          |                                          |                                             |                                             |                                             |                                             |                                             |                                             |                                   |                                   |                                                     |                                                     |                                                     |                                                     |                                                     |                                                     |                              |                              |                                                       |                                                       |                                                       |                                                       |                                                               |                                                               |                                                               |                                                               |                                                               |                                                               |                                                      |                                                      |                                                      |                                                      |                                         |                                         |                                            |                                            |                                            |                                            |                                                            |                                                            |                                                            |                                                            |                                                            |                                                            |  |  |
|                                                          |                                                          |                                                          |                                                          |                                                          |                                                          |                           |                           |                                                      |                                                      |                                                      |                                                      |                                                             |                                                             |                                                             |                                                             |                                                                             |                                                                             |                                                                             |                                                                             |                                                                             |                                                                             |                                        |                                        |                                                          |                                                          |                                                          |                                                          |                                                          |                                                          |                                |                                |                                                         |                                                         |                                                         |                                                         |                                                         |                                                         |                                          |                                          |                                             |                                             |                                             |                                             |                                             |                                             |                                   |                                   |                                                     |                                                     |                                                     |                                                     |                                                     |                                                     |                              |                              |                                                       |                                                       |                                                       |                                                       |                                                               |                                                               |                                                               |                                                               |                                                               |                                                               |                                                      |                                                      |                                                      |                                                      |                                         |                                         |                                            |                                            |                                            |                                            |                                                            |                                                            |                                                            |                                                            |                                                            |                                                            |  |  |
| Alžběta Felicitas z Thun-Hohensteinu 1831–1910           | Alžběta Felicitas z Thun-Hohensteinu 1831–1910           | Alžběta Felicitas z Thun-Hohensteinu 1831–1910           | Alžběta Felicitas z Thun-Hohensteinu 1831–1910           | Alžběta Felicitas z Thun-Hohensteinu 1831–1910           | Alžběta Felicitas z Thun-Hohensteinu 1831–1910           |                           |                           | 7. Albrecht Vincenc z Kaunitz 1829–1897              | 7. Albrecht Vincenc z Kaunitz 1829–1897              | 7. Albrecht Vincenc z Kaunitz 1829–1897              | 7. Albrecht Vincenc z Kaunitz 1829–1897              | 7. Albrecht Vincenc z Kaunitz 1829–1897                     | 7. Albrecht Vincenc z Kaunitz 1829–1897                     |                                                             |                                                             | Jindřich z Kaunitz 1832–1912                                                | Jindřich z Kaunitz 1832–1912                                                | Jindřich z Kaunitz 1832–1912                                                | Jindřich z Kaunitz 1832–1912                                                | Jindřich z Kaunitz 1832–1912                                                | Jindřich z Kaunitz 1832–1912                                                |                                        |                                        | Vilemína Wittman 1842–1914                               | Vilemína Wittman 1842–1914                               | Vilemína Wittman 1842–1914                               | Vilemína Wittman 1842–1914                               | Vilemína Wittman 1842–1914                               | Vilemína Wittman 1842–1914                               |                                |                                | Alžběta z Kaunitz 1836–1903                             | Alžběta z Kaunitz 1836–1903                             | Alžběta z Kaunitz 1836–1903                             | Alžběta z Kaunitz 1836–1903                             | Alžběta z Kaunitz 1836–1903                             | Alžběta z Kaunitz 1836–1903                             |                                          |                                          | I. Josefína Čermáková 1849–1895             | I. Josefína Čermáková 1849–1895             | I. Josefína Čermáková 1849–1895             | I. Josefína Čermáková 1849–1895             | I. Josefína Čermáková 1849–1895             | I. Josefína Čermáková 1849–1895             |                                   |                                   | Václav Robert z Kaunitz 1848–1913                   | Václav Robert z Kaunitz 1848–1913                   | Václav Robert z Kaunitz 1848–1913                   | Václav Robert z Kaunitz 1848–1913                   | Václav Robert z Kaunitz 1848–1913                   | Václav Robert z Kaunitz 1848–1913                   |                              |                              | II. Josefína Horová 1881–1961                         | II. Josefína Horová 1881–1961                         | II. Josefína Horová 1881–1961                         | II. Josefína Horová 1881–1961                         | II. Josefína Horová 1881–1961                                 | II. Josefína Horová 1881–1961                                 |                                                               |                                                               | Anna Fenzel 1848–1909                                         | Anna Fenzel 1848–1909                                         | Anna Fenzel 1848–1909                                | Anna Fenzel 1848–1909                                | Anna Fenzel 1848–1909                                | Anna Fenzel 1848–1909                                |                                         |                                         | Evžen Jan z Kaunitz 1841–1919              | Evžen Jan z Kaunitz 1841–1919              | Evžen Jan z Kaunitz 1841–1919              | Evžen Jan z Kaunitz 1841–1919              | Evžen Jan z Kaunitz 1841–1919                              | Evžen Jan z Kaunitz 1841–1919                              |                                                            |                                                            |                                                            |                                                            |  |  |
| Alžběta Felicitas z Thun-Hohensteinu 1831–1910           | Alžběta Felicitas z Thun-Hohensteinu 1831–1910           | Alžběta Felicitas z Thun-Hohensteinu 1831–1910           | Alžběta Felicitas z Thun-Hohensteinu 1831–1910           | Alžběta Felicitas z Thun-Hohensteinu 1831–1910           | Alžběta Felicitas z Thun-Hohensteinu 1831–1910           |                           |                           | 7. Albrecht Vincenc z Kaunitz 1829–1897              | 7. Albrecht Vincenc z Kaunitz 1829–1897              | 7. Albrecht Vincenc z Kaunitz 1829–1897              | 7. Albrecht Vincenc z Kaunitz 1829–1897              | 7. Albrecht Vincenc z Kaunitz 1829–1897                     | 7. Albrecht Vincenc z Kaunitz 1829–1897                     |                                                             |                                                             | Jindřich z Kaunitz 1832–1912                                                | Jindřich z Kaunitz 1832–1912                                                | Jindřich z Kaunitz 1832–1912                                                | Jindřich z Kaunitz 1832–1912                                                | Jindřich z Kaunitz 1832–1912                                                | Jindřich z Kaunitz 1832–1912                                                |                                        |                                        | Vilemína Wittman 1842–1914                               | Vilemína Wittman 1842–1914                               | Vilemína Wittman 1842–1914                               | Vilemína Wittman 1842–1914                               | Vilemína Wittman 1842–1914                               | Vilemína Wittman 1842–1914                               |                                |                                | Alžběta z Kaunitz 1836–1903                             | Alžběta z Kaunitz 1836–1903                             | Alžběta z Kaunitz 1836–1903                             | Alžběta z Kaunitz 1836–1903                             | Alžběta z Kaunitz 1836–1903                             | Alžběta z Kaunitz 1836–1903                             |                                          |                                          | I. Josefína Čermáková 1849–1895             | I. Josefína Čermáková 1849–1895             | I. Josefína Čermáková 1849–1895             | I. Josefína Čermáková 1849–1895             | I. Josefína Čermáková 1849–1895             | I. Josefína Čermáková 1849–1895             |                                   |                                   | Václav Robert z Kaunitz 1848–1913                   | Václav Robert z Kaunitz 1848–1913                   | Václav Robert z Kaunitz 1848–1913                   | Václav Robert z Kaunitz 1848–1913                   | Václav Robert z Kaunitz 1848–1913                   | Václav Robert z Kaunitz 1848–1913                   |                              |                              | II. Josefína Horová 1881–1961                         | II. Josefína Horová 1881–1961                         | II. Josefína Horová 1881–1961                         | II. Josefína Horová 1881–1961                         | II. Josefína Horová 1881–1961                                 | II. Josefína Horová 1881–1961                                 |                                                               |                                                               | Anna Fenzel 1848–1909                                         | Anna Fenzel 1848–1909                                         | Anna Fenzel 1848–1909                                | Anna Fenzel 1848–1909                                | Anna Fenzel 1848–1909                                | Anna Fenzel 1848–1909                                |                                         |                                         | Evžen Jan z Kaunitz 1841–1919              | Evžen Jan z Kaunitz 1841–1919              | Evžen Jan z Kaunitz 1841–1919              | Evžen Jan z Kaunitz 1841–1919              | Evžen Jan z Kaunitz 1841–1919                              | Evžen Jan z Kaunitz 1841–1919                              |                                                            |                                                            |                                                            |                                                            |  |  |
|                                                          |                                                          |                                                          |                                                          |                                                          |                                                          |                           |                           |                                                      |                                                      |                                                      |                                                      |                                                             |                                                             |                                                             |                                                             |                                                                             |                                                                             |                                                                             |                                                                             |                                                                             |                                                                             |                                        |                                        |                                                          |                                                          |                                                          |                                                          |                                                          |                                                          |                                |                                |                                                         |                                                         |                                                         |                                                         |                                                         |                                                         |                                          |                                          |                                             |                                             |                                             |                                             |                                             |                                             |                                   |                                   |                                                     |                                                     |                                                     |                                                     |                                                     |                                                     |                              |                              |                                                       |                                                       |                                                       |                                                       |                                                               |                                                               |                                                               |                                                               |                                                               |                                                               |                                                      |                                                      |                                                      |                                                      |                                         |                                         |                                            |                                            |                                            |                                            |                                                            |                                                            |                                                            |                                                            |                                                            |                                                            |  |  |
|                                                          |                                                          |                                                          |                                                          |                                                          |                                                          |                           |                           |                                                      |                                                      |                                                      |                                                      |                                                             |                                                             |                                                             |                                                             |                                                                             |                                                                             |                                                                             |                                                                             |                                                                             |                                                                             |                                        |                                        |                                                          |                                                          |                                                          |                                                          |                                                          |                                                          |                                |                                |                                                         |                                                         |                                                         |                                                         |                                                         |                                                         |                                          |                                          |                                             |                                             |                                             |                                             |                                             |                                             |                                   |                                   |                                                     |                                                     |                                                     |                                                     |                                                     |                                                     |                              |                              |                                                       |                                                       |                                                       |                                                       |                                                               |                                                               |                                                               |                                                               |                                                               |                                                               |                                                      |                                                      |                                                      |                                                      |                                         |                                         |                                            |                                            |                                            |                                            |                                                            |                                                            |                                                            |                                                            |                                                            |                                                            |  |  |
|                                                          |                                                          |                                                          |                                                          | Marie z Kaunitz 1855–1918                                | Marie z Kaunitz 1855–1918                                | Marie z Kaunitz 1855–1918 | Marie z Kaunitz 1855–1918 | Marie z Kaunitz 1855–1918                            | Marie z Kaunitz 1855–1918                            |                                                      |                                                      | Egon Karel z Hohenlohe-Waldenburg-Schillingfürstu 1853–1896 | Egon Karel z Hohenlohe-Waldenburg-Schillingfürstu 1853–1896 | Egon Karel z Hohenlohe-Waldenburg-Schillingfürstu 1853–1896 | Egon Karel z Hohenlohe-Waldenburg-Schillingfürstu 1853–1896 | Egon Karel z Hohenlohe-Waldenburg-Schillingfürstu 1853–1896                 | Egon Karel z Hohenlohe-Waldenburg-Schillingfürstu 1853–1896                 |                                                                             |                                                                             |                                                                             |                                                                             | Vilém Ludvík z Kaunitz 1859–1860       | Vilém Ludvík z Kaunitz 1859–1860       | Vilém Ludvík z Kaunitz 1859–1860                         | Vilém Ludvík z Kaunitz 1859–1860                         | Vilém Ludvík z Kaunitz 1859–1860                         | Vilém Ludvík z Kaunitz 1859–1860                         |                                                          |                                                          |                                |                                | 6. Karel Vilém z Kaunitz 1861–1888                      | 6. Karel Vilém z Kaunitz 1861–1888                      | 6. Karel Vilém z Kaunitz 1861–1888                      | 6. Karel Vilém z Kaunitz 1861–1888                      | 6. Karel Vilém z Kaunitz 1861–1888                      | 6. Karel Vilém z Kaunitz 1861–1888                      |                                          |                                          |                                             |                                             | Alžběta Marie z Kaunitz 1864–1865           | Alžběta Marie z Kaunitz 1864–1865           | Alžběta Marie z Kaunitz 1864–1865           | Alžběta Marie z Kaunitz 1864–1865           | Alžběta Marie z Kaunitz 1864–1865 | Alžběta Marie z Kaunitz 1864–1865 |                                                     |                                                     |                                                     |                                                     | Eleonora z Kaunitz 1862–1936                        | Eleonora z Kaunitz 1862–1936                        | Eleonora z Kaunitz 1862–1936 | Eleonora z Kaunitz 1862–1936 | Eleonora z Kaunitz 1862–1936                          | Eleonora z Kaunitz 1862–1936                          |                                                       |                                                       | Géza Andrássy de Csik-Szent-Király et Kraszna-Horka 1856–1938 | Géza Andrássy de Csik-Szent-Király et Kraszna-Horka 1856–1938 | Géza Andrássy de Csik-Szent-Király et Kraszna-Horka 1856–1938 | Géza Andrássy de Csik-Szent-Király et Kraszna-Horka 1856–1938 | Géza Andrássy de Csik-Szent-Király et Kraszna-Horka 1856–1938 | Géza Andrássy de Csik-Szent-Király et Kraszna-Horka 1856–1938 |                                                      |                                                      |                                                      |                                                      |                                         |                                         |                                            |                                            |                                            |                                            |                                                            |                                                            |                                                            |                                                            |                                                            |                                                            |  |  |
|                                                          |                                                          |                                                          |                                                          | Marie z Kaunitz 1855–1918                                | Marie z Kaunitz 1855–1918                                | Marie z Kaunitz 1855–1918 | Marie z Kaunitz 1855–1918 | Marie z Kaunitz 1855–1918                            | Marie z Kaunitz 1855–1918                            |                                                      |                                                      | Egon Karel z Hohenlohe-Waldenburg-Schillingfürstu 1853–1896 | Egon Karel z Hohenlohe-Waldenburg-Schillingfürstu 1853–1896 | Egon Karel z Hohenlohe-Waldenburg-Schillingfürstu 1853–1896 | Egon Karel z Hohenlohe-Waldenburg-Schillingfürstu 1853–1896 | Egon Karel z Hohenlohe-Waldenburg-Schillingfürstu 1853–1896                 | Egon Karel z Hohenlohe-Waldenburg-Schillingfürstu 1853–1896                 |                                                                             |                                                                             |                                                                             |                                                                             | Vilém Ludvík z Kaunitz 1859–1860       | Vilém Ludvík z Kaunitz 1859–1860       | Vilém Ludvík z Kaunitz 1859–1860                         | Vilém Ludvík z Kaunitz 1859–1860                         | Vilém Ludvík z Kaunitz 1859–1860                         | Vilém Ludvík z Kaunitz 1859–1860                         |                                                          |                                                          |                                |                                | 6. Karel Vilém z Kaunitz 1861–1888                      | 6. Karel Vilém z Kaunitz 1861–1888                      | 6. Karel Vilém z Kaunitz 1861–1888                      | 6. Karel Vilém z Kaunitz 1861–1888                      | 6. Karel Vilém z Kaunitz 1861–1888                      | 6. Karel Vilém z Kaunitz 1861–1888                      |                                          |                                          |                                             |                                             | Alžběta Marie z Kaunitz 1864–1865           | Alžběta Marie z Kaunitz 1864–1865           | Alžběta Marie z Kaunitz 1864–1865           | Alžběta Marie z Kaunitz 1864–1865           | Alžběta Marie z Kaunitz 1864–1865 | Alžběta Marie z Kaunitz 1864–1865 |                                                     |                                                     |                                                     |                                                     | Eleonora z Kaunitz 1862–1936                        | Eleonora z Kaunitz 1862–1936                        | Eleonora z Kaunitz 1862–1936 | Eleonora z Kaunitz 1862–1936 | Eleonora z Kaunitz 1862–1936                          | Eleonora z Kaunitz 1862–1936                          |                                                       |                                                       | Géza Andrássy de Csik-Szent-Király et Kraszna-Horka 1856–1938 | Géza Andrássy de Csik-Szent-Király et Kraszna-Horka 1856–1938 | Géza Andrássy de Csik-Szent-Király et Kraszna-Horka 1856–1938 | Géza Andrássy de Csik-Szent-Király et Kraszna-Horka 1856–1938 | Géza Andrássy de Csik-Szent-Király et Kraszna-Horka 1856–1938 | Géza Andrássy de Csik-Szent-Király et Kraszna-Horka 1856–1938 |                                                      |                                                      |                                                      |                                                      |                                         |                                         |                                            |                                            |                                            |                                            |                                                            |                                                            |                                                            |                                                            |                                                            |                                                            |  |  |

## Hřbitovní brána a kříž
Hřbitov u kaple je používán od roku 1659. Hřbitovní brána je mnohem mladší, byla postavena v klasicistním stylu. Brána je segmentově zaklenutá, s klenákem ve vrcholu. Po stranách ji zdobí lizény a vpadlé obdélné rámy. Na nich spočívá kordonová římsa, která vynáší ořímsovaný trojúhelníkový štít. Na vrcholu je upevněn z kovu ručně vytepaný Ježíš na kříži.
Poblíž brány vně hřbitova se nachází jednoduchý novogotický kříž z dílny Salmovských železáren v Blansku. Byl zhotoven v roce 1855, jak dokládá plastický letopočet na přední straně podstavce. Pozlacené tělo Krista na kříži je prověšené ve tvaru písmene Y, bederní roušku má svázanou provazcem k pravému boku, hlavu mu zvrácenou a skloněnou k pravému rameni. Nad hlavou je umístěn nápisový štítek se zkratkou I N / R I (Iesus Nazarenus Rex Iudaeorum). Hranolový podstavec má zkosená nároží a stěny členěné prutovým vzorem. Objekt stojí na obdélné základně, ke které vedou tři schůdky.